# Campeonato Brasileiro de Futebol Feminino de 2025
A Série A1 do Campeonato Brasileiro de Futebol Feminino de 2025 é a 13.ª edição da maior competição nacional de futebol feminino, organizada pela Confederação Brasileira de Futebol (CBF).
Assim como nas edições anteriores, o Campeonato conta com 16 equipes que jogam em turno único, classificando-se os oito melhores colocados. As fases seguintes serão em formato mata-mata, em jogos de ida e volta. A competição classifica os finalistas para a Copa Libertadores e para a Supercopa do Brasil, ambas no ano seguinte. O campeão do torneio disputará a Supercopa contra o campeão da Copa do Brasil.
Conforme o calendário do futebol feminino e a tabela detalhada — ambos divulgado pela CBF, antes da competição — o Campeonato acontecerá entre 23 de março e 14 de setembro.

## Formato e regulamento
O Campeonato seguirá a fórmula dos anos anteriores, sendo disputado em quatro fases: na primeira fase os 16 clubes jogaram no modelo de pontos corridos, em turno único. Os oito primeiros se classificarão para as quartas de final, com a mudança que apenas os dois últimos serão rebaixados para a Série A2 de 2026. Nas quartas de final, os clubes se enfrentarão no sistema eliminatório ("mata-mata") classificando-se o vencedor de cada grupo. Na semifinal, os clubes também se enfrentarão no sistema eliminatório classificando-se o vencedor de cada grupo para a final, onde, por fim, os dois clubes se enfrentarão também no sistema eliminatório para definir o campeão.
1. Primeira fase: 16 clubes jogam todos contra todos em turno único
2. Segunda fase (quartas de final): oito clubes distribuídos em quatro grupos de dois clubes cada
3. Terceira fase (semifinal): quatro clubes distribuídos em dois grupos de dois clubes cada
4. Quarta fase (final): em um grupo de dois clubes, de onde sairá o campeão

### Critérios de desempate
Em caso de empate de pontos entre dois clubes, os critérios de desempate foram aplicados na seguinte ordem:
1. Número de vitórias
2. Saldo de gols
3. Gols marcados
4. Número de cartões vermelhos
5. Número de cartões amarelos
6. Sorteio

## Participantes
| Equipe              | Estado            | Em 2024        | Estádio (mando)          | Capacidade | Títulos                                 |
| ------------------- | ----------------- | -------------- | ------------------------ | ---------- | --------------------------------------- |
| 3B da Amazônia      | Amazonas          | 2.º (série A2) | Arena da Amazônia        | 44 000     | 0 (não possui)                          |
| América Mineiro     | Minas Gerais      | 10.º           | Arena Gregorão           | 2 000      | 0 (não possui)                          |
| Bahia               | Bahia             | 1.º (série A2) | Jóia da Princesa         | 16 274     | 0 (não possui)                          |
| Corinthians         | São Paulo         | 1.º            | Parque São Jorge         | 16 000     | 6 (2018, 2020, 2021, 2022, 2023 e 2024) |
| Cruzeiro            | Minas Gerais      | 5.º            | Castor Cifuentes         | 5 160      | 0 (não possui)                          |
| Ferroviária         | São Paulo         | 3.º            | Fonte Luminosa           | 20 950     | 2 (2014 e 2019)                         |
| Flamengo            | Rio de Janeiro    | 9.º            | Luso-Brasileiro          | 5 500      | 1 (2016)                                |
| Fluminense          | Rio de Janeiro    | 11.º           | Moça Bonita              | 9 024      | 0 (não possui)                          |
| Grêmio              | Rio Grande do Sul | 6.º            | Estádio do Vale          | 5 196      | 0 (não possui)                          |
| Juventude           | Rio Grande do Sul | 3.º (série A2) | Montanha dos Vinhedos    | 12 859     | 0 (não possui)                          |
| Internacional       | Rio Grande do Sul | 7.º            | SESC Campestre           | 2 800      | 0 (não possui)                          |
| Palmeiras           | São Paulo         | 4.º            | Arena Barueri            | 31 452     | 0 (não possui)                          |
| Real Brasília       | Distrito Federal  | 12.º           | Defelê                   | 6 875      | 0 (não possui)                          |
| Red Bull Bragantino | São Paulo         | 8.º            | Gabriel Marques da Silva | 7 220      | 0 (não possui)                          |
| São Paulo           | São Paulo         | 2.º            | Marcelo Portugal         | 1 500      | 0 (não possui)                          |
| Sport               | Pernambuco        | 4.º (série A2) | Ilha do Retiro           | 32 500     | 0 (não possui)                          |

## Estádios

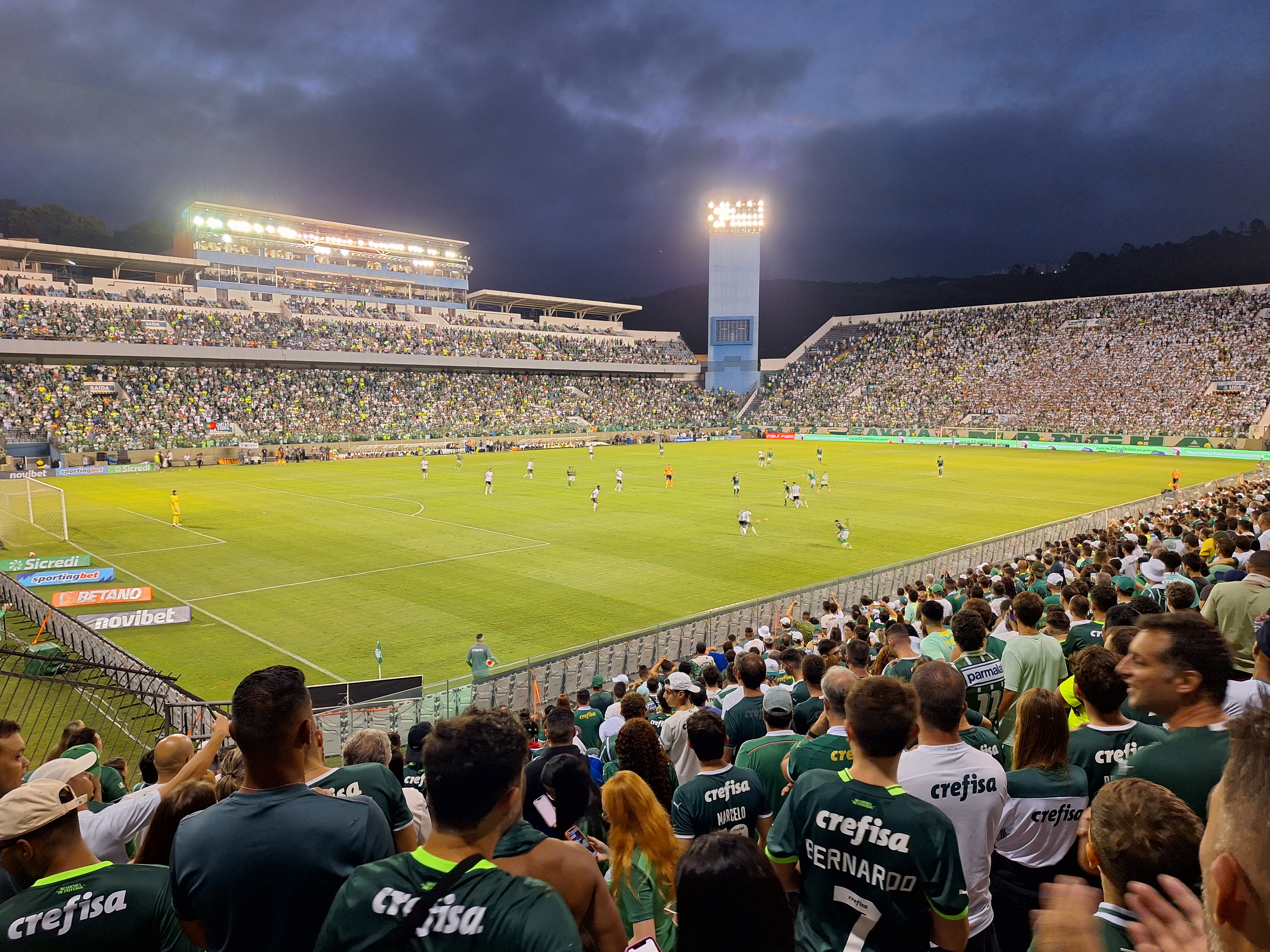
Arena Barueri
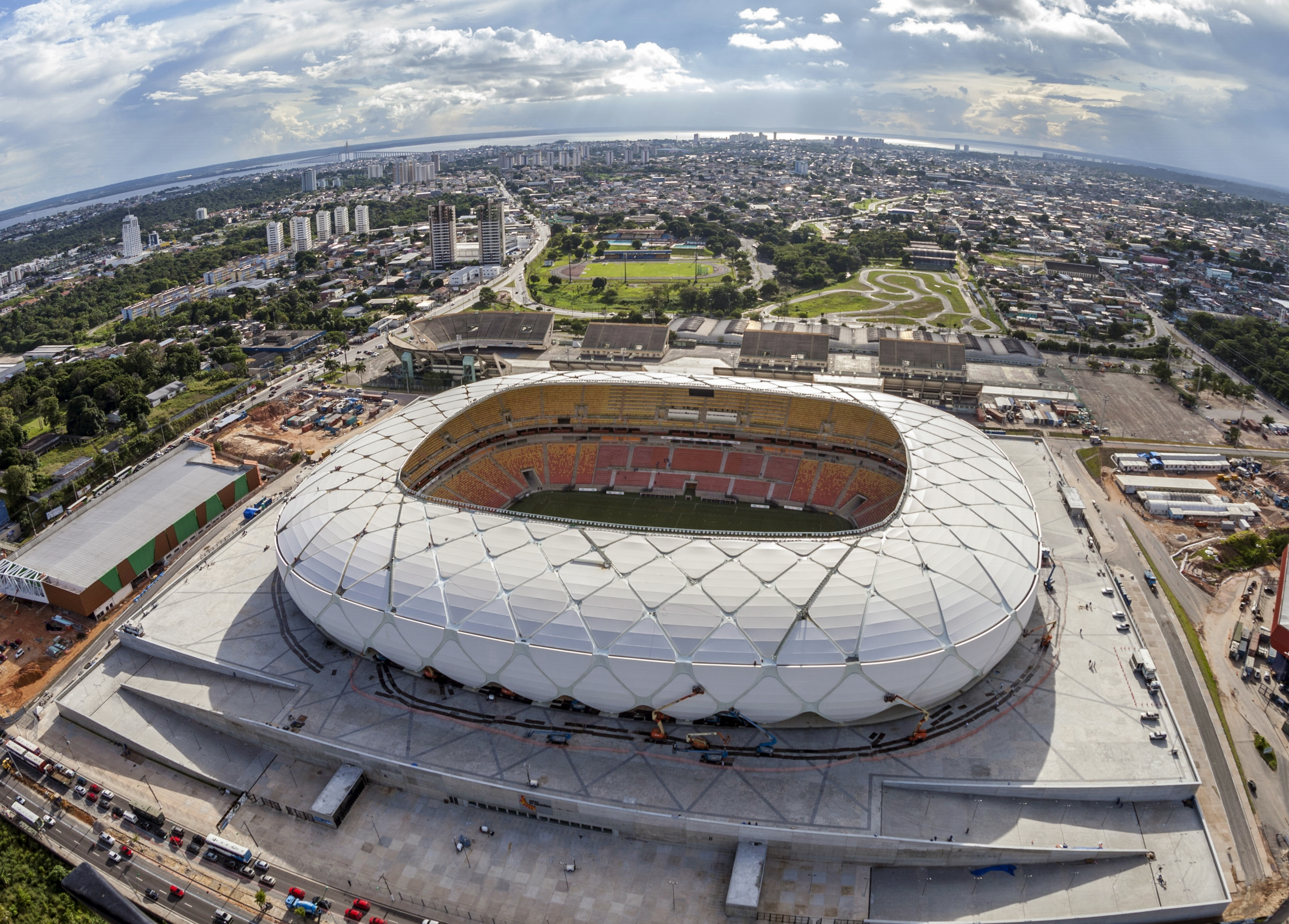
Arena da Amazônia
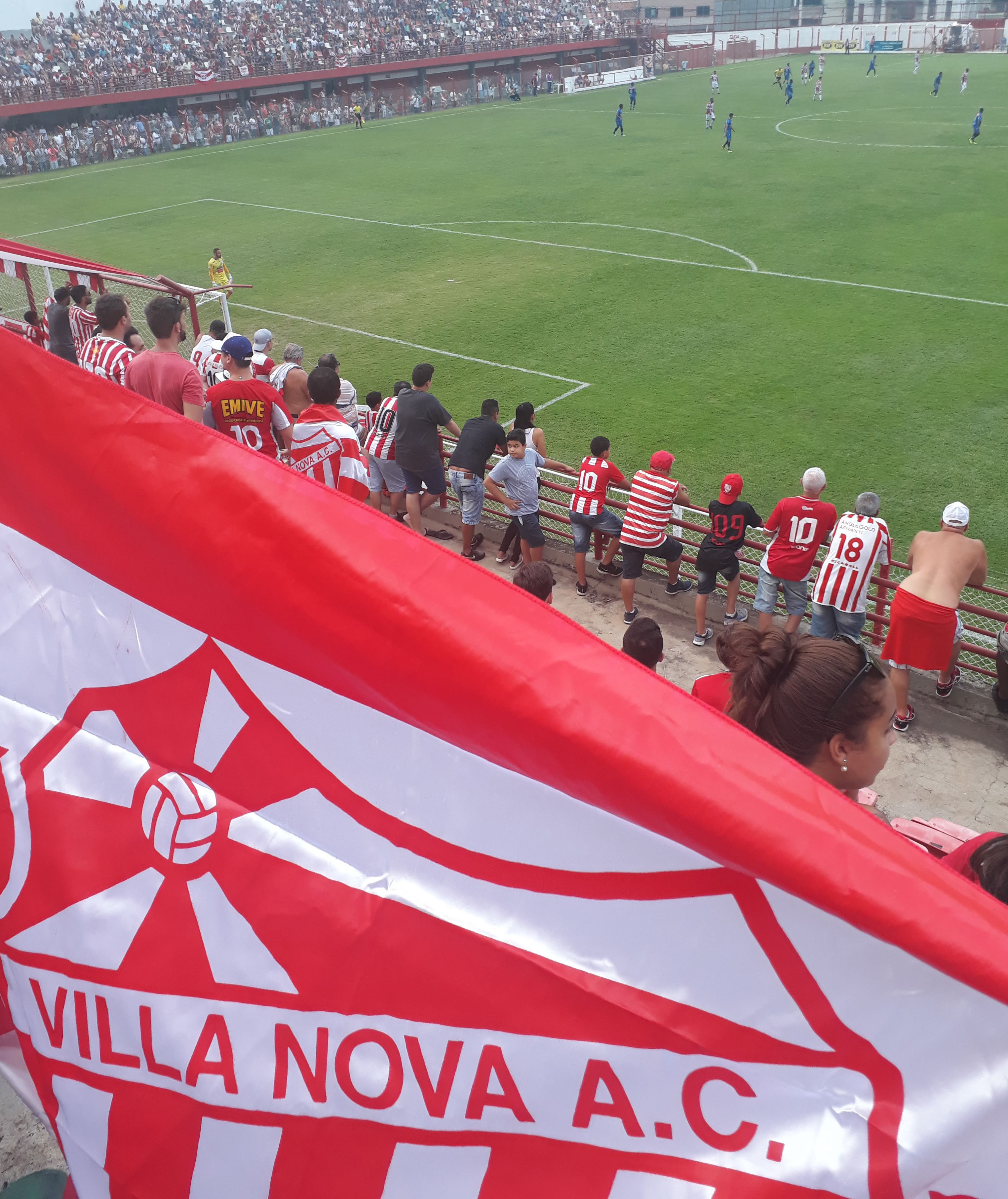
Castor Cifuentes
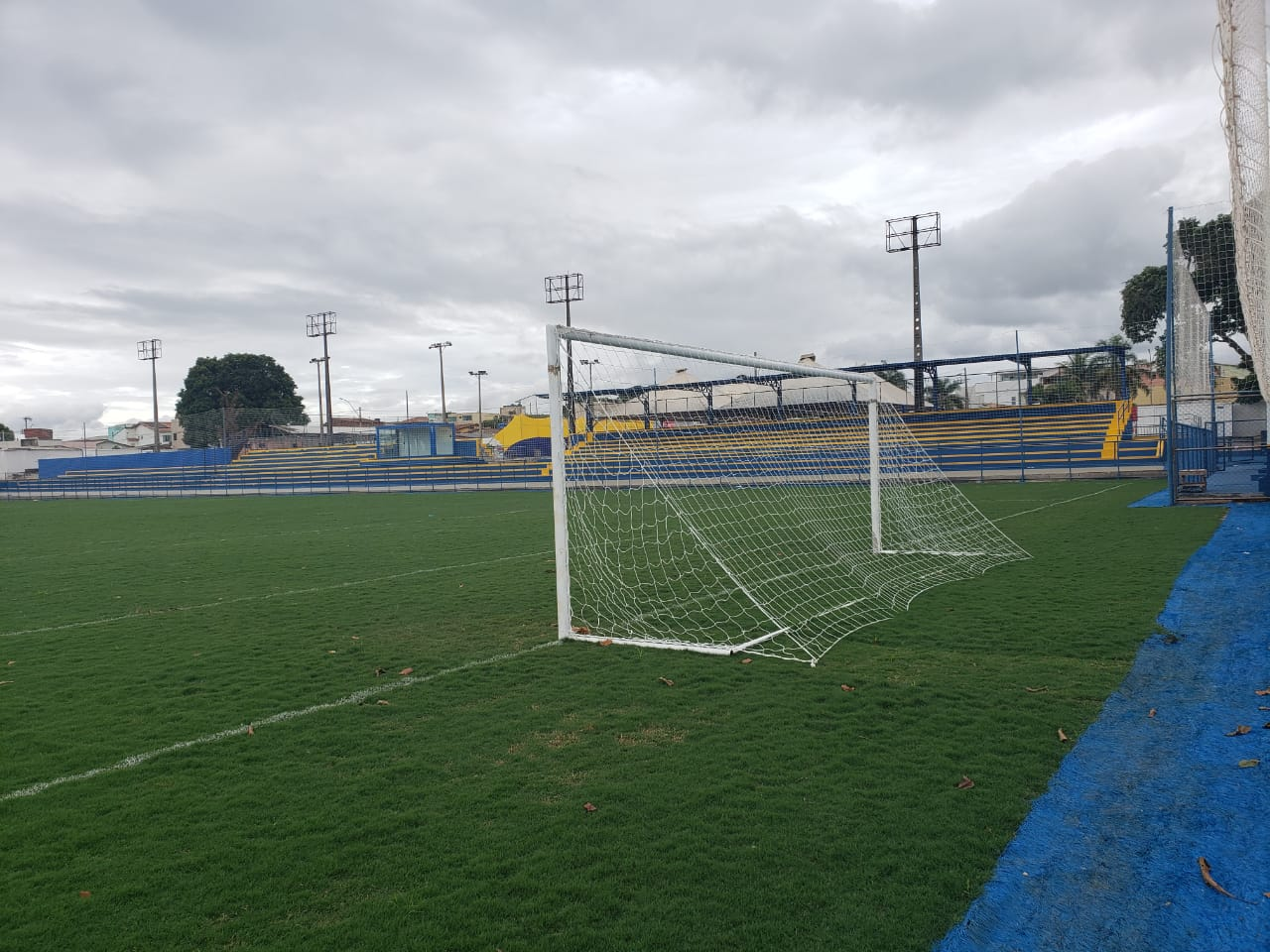
Defelê
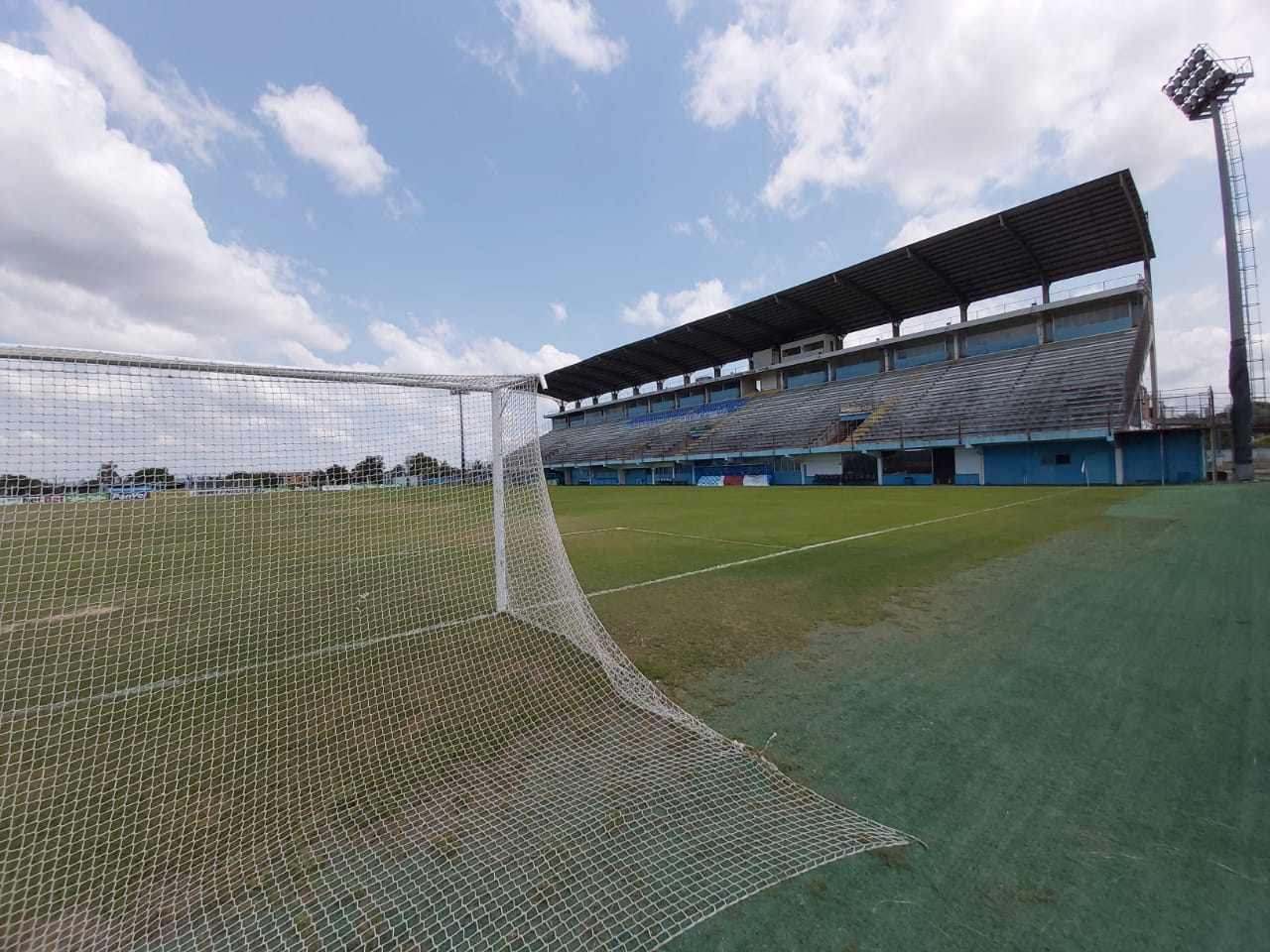
Estádio do Vale
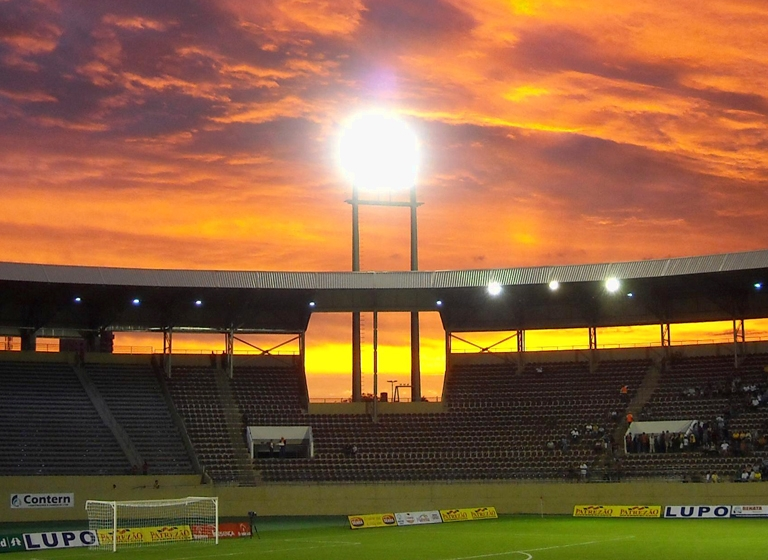
Fonte Luminosa
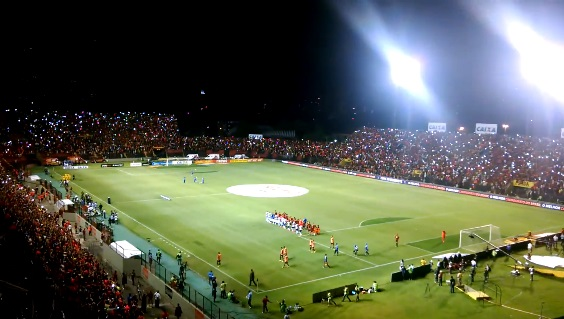
Ilha do Retiro
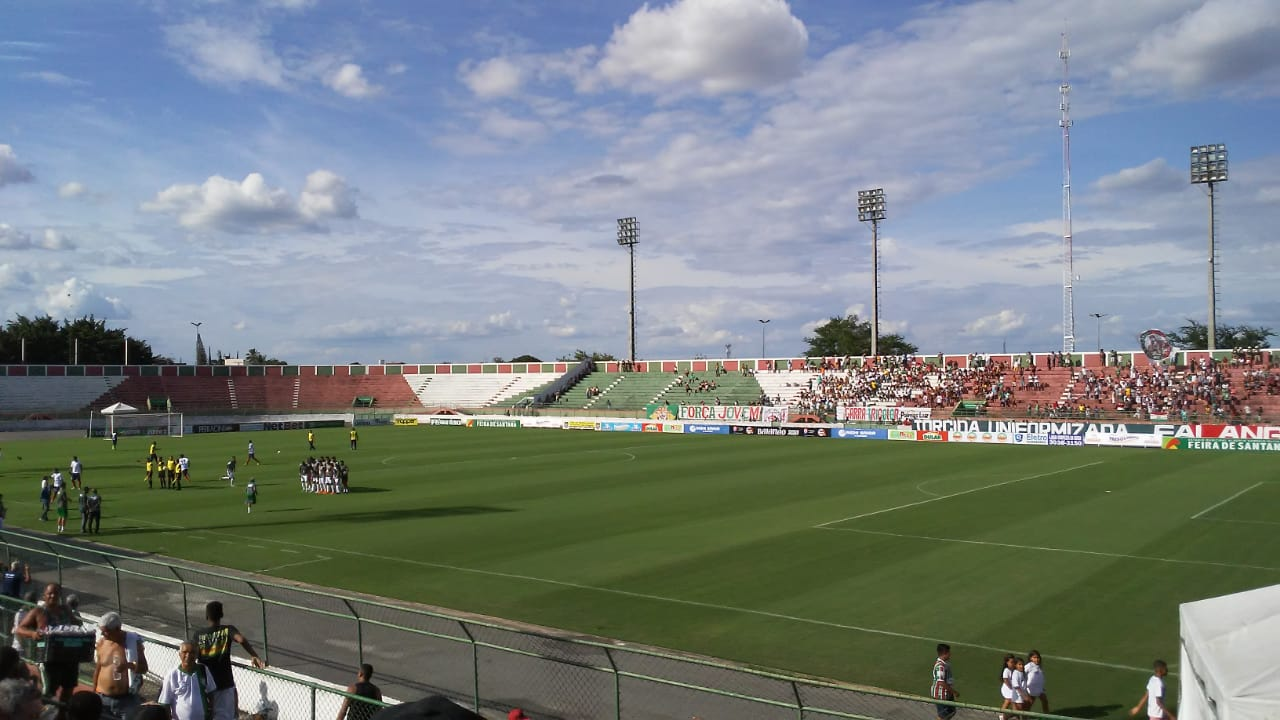
Joia da Princesa
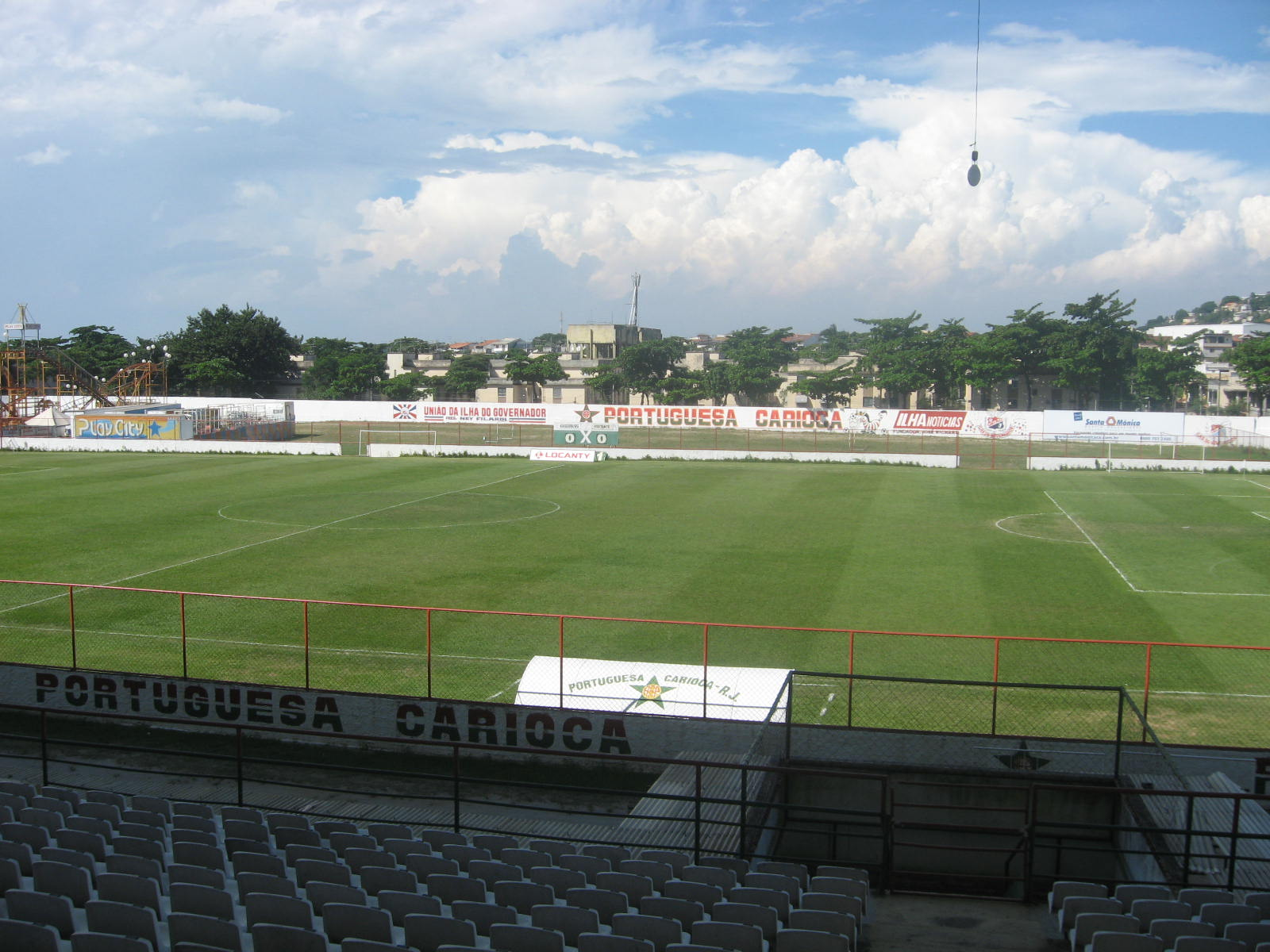
Luso-Brasileiro
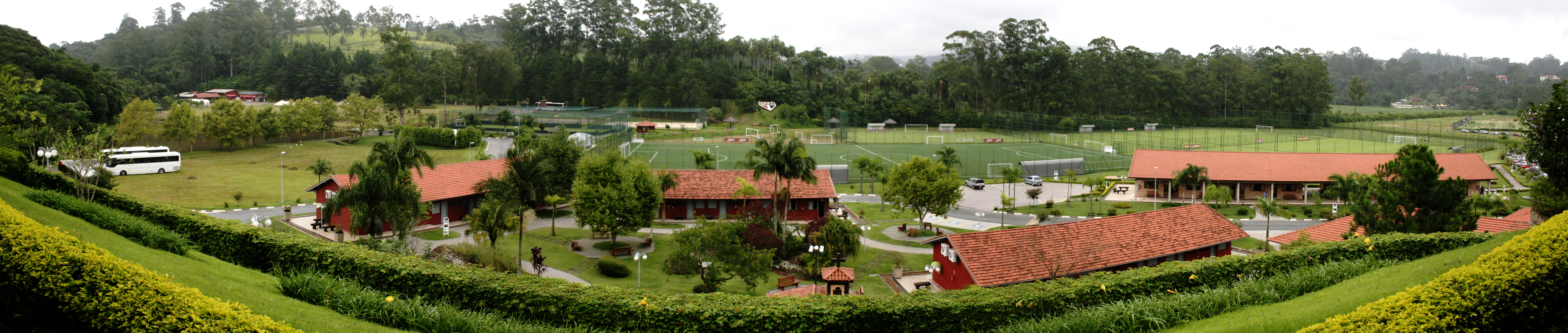
Marcelo Portugal
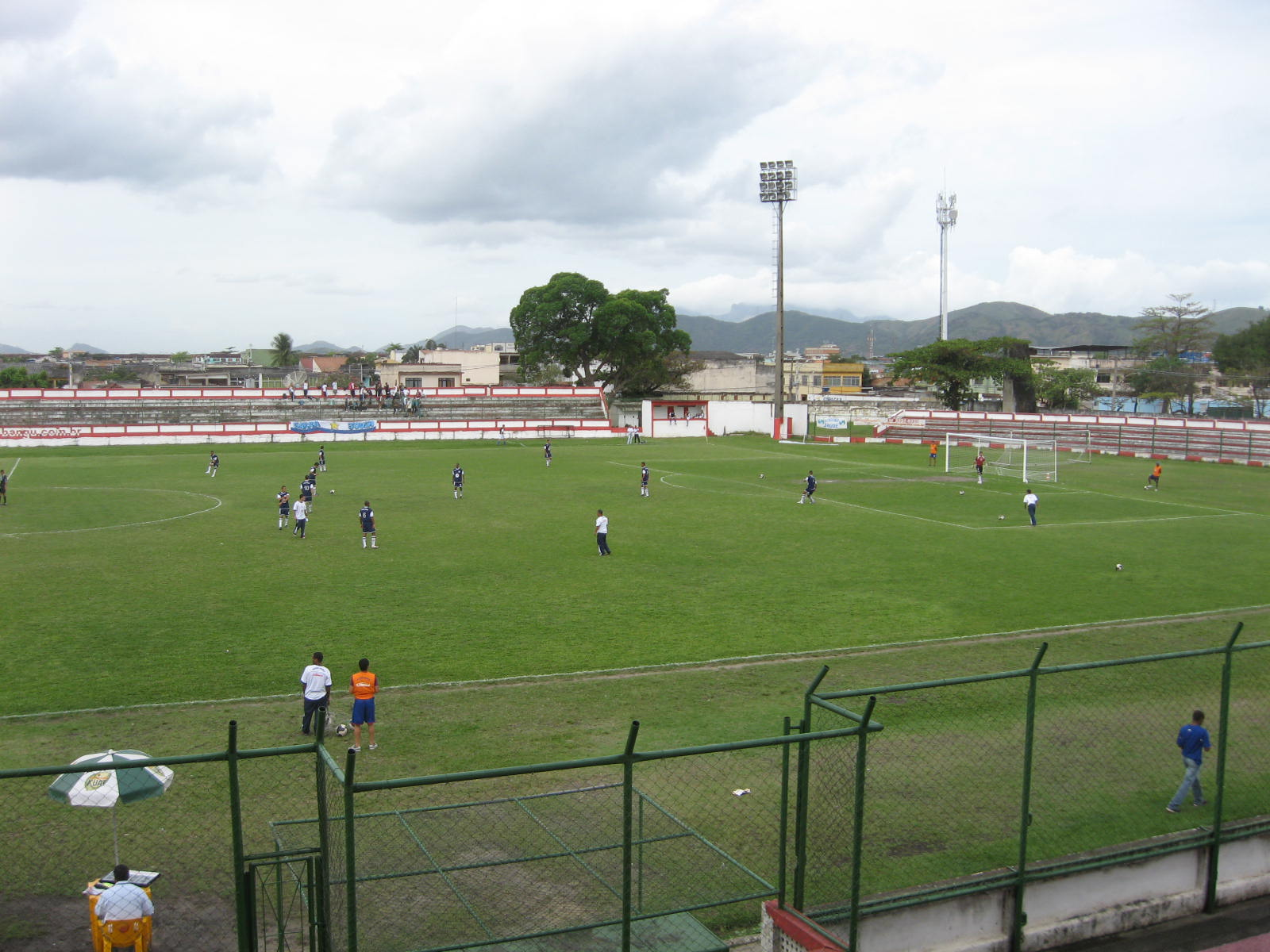
Moça Bonita
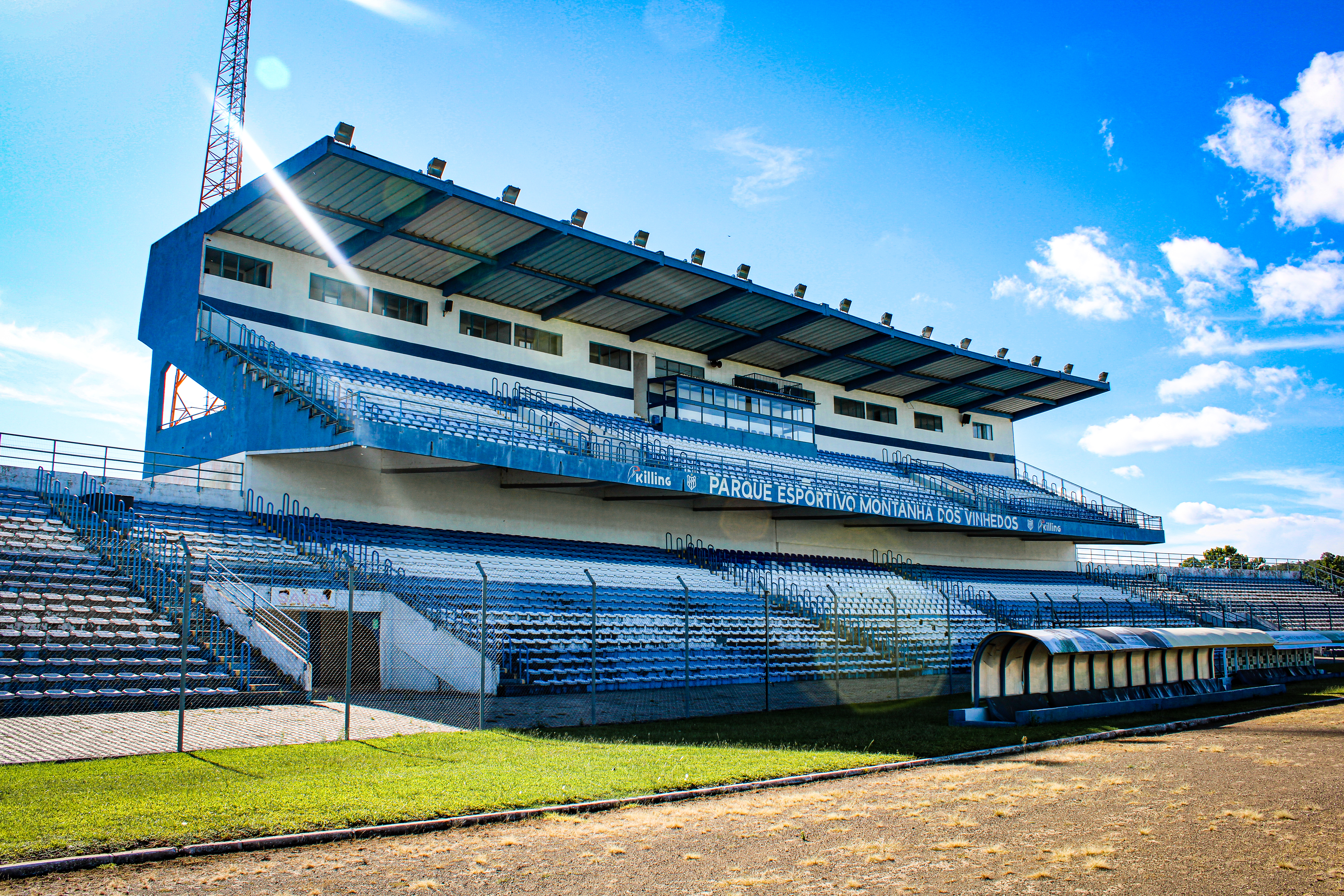
Montanha dos Vinhedos
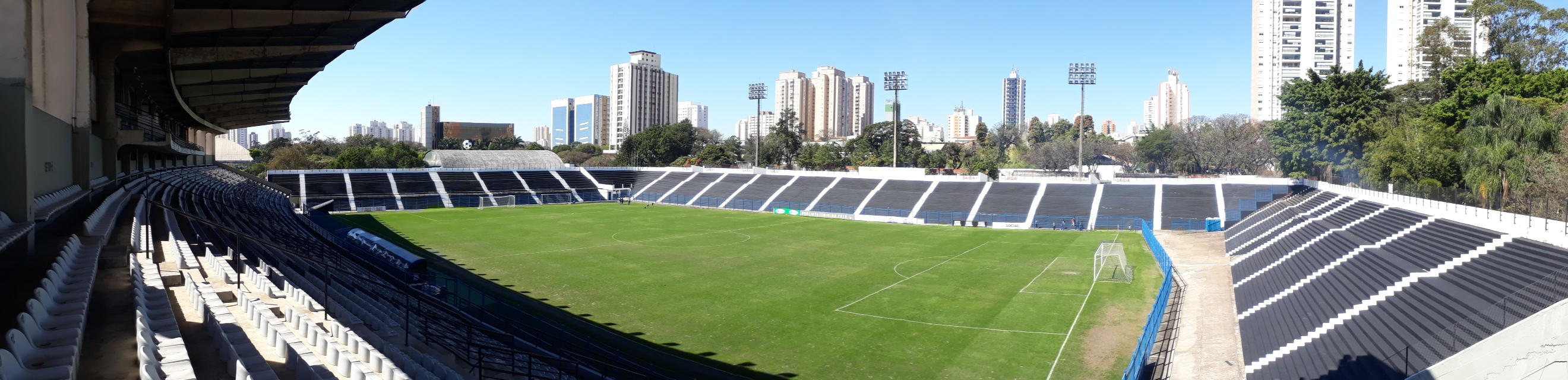
Parque São Jorge

### Outros estádios
Além dos estádios de mando usual, outros estádios foram utilizados devido a punições de perda de mando de campo impostas pelo Superior Tribunal de Justiça Desportiva ou por conta de problemas de interdição dos estádios usuais ou simplesmente por opção dos clubes em mandar seus jogos em outros locais, geralmente buscando uma melhor renda.

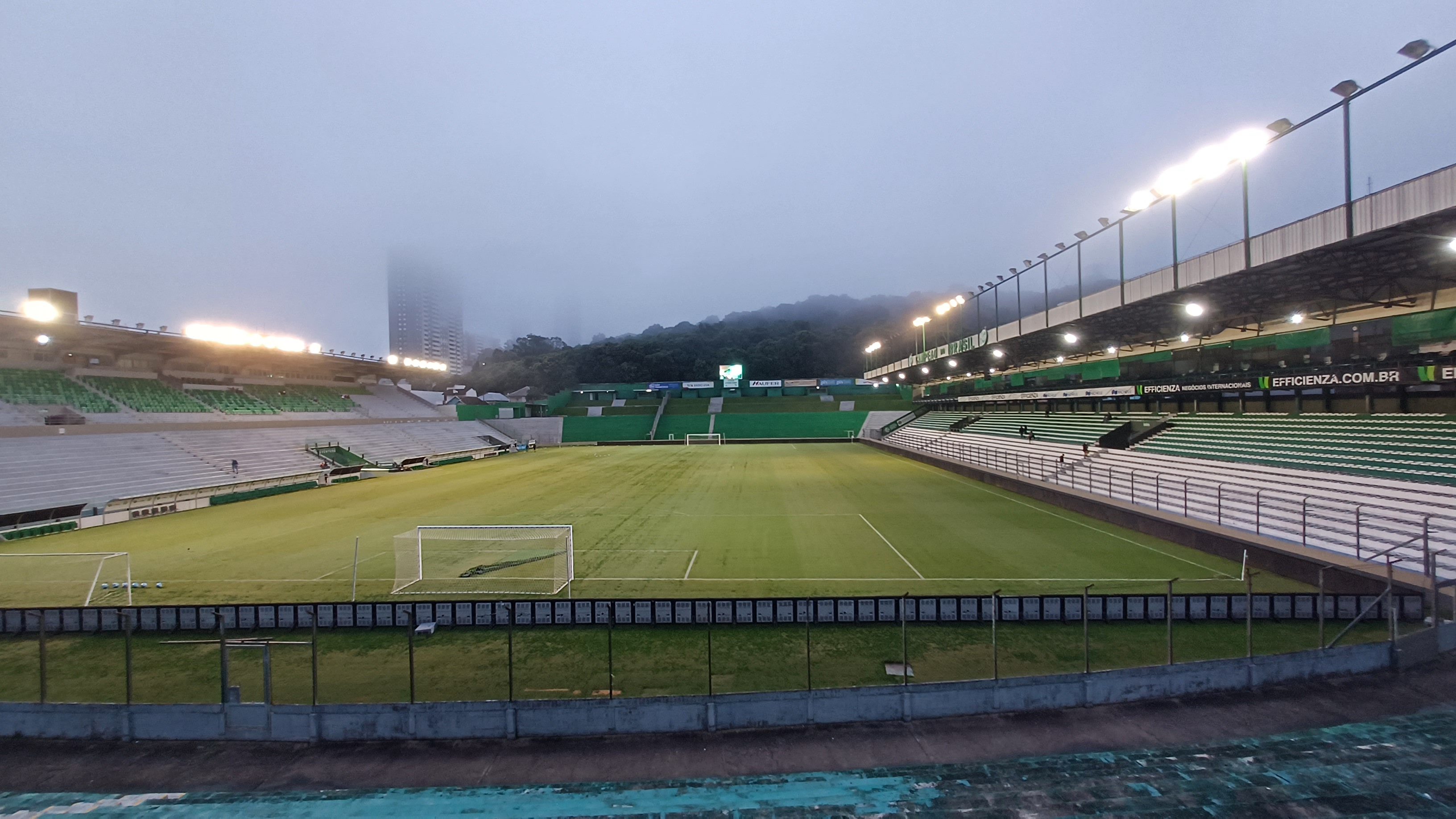
Alfredo Jaconi (Caxias do Sul)
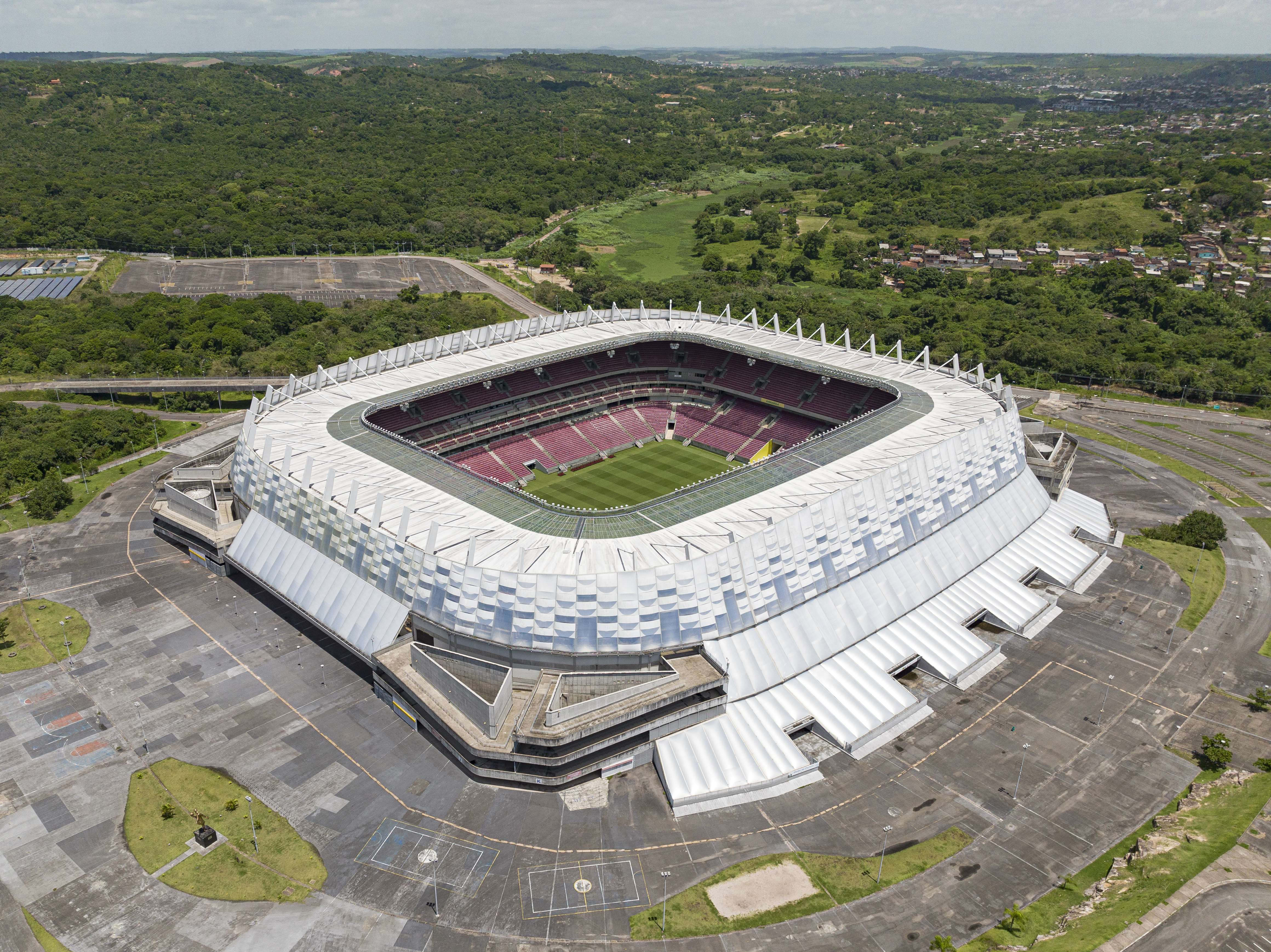
Arena de Pernambuco (São Lourenço da Mata)
Arena do Jacaré (Sete Lagoas)
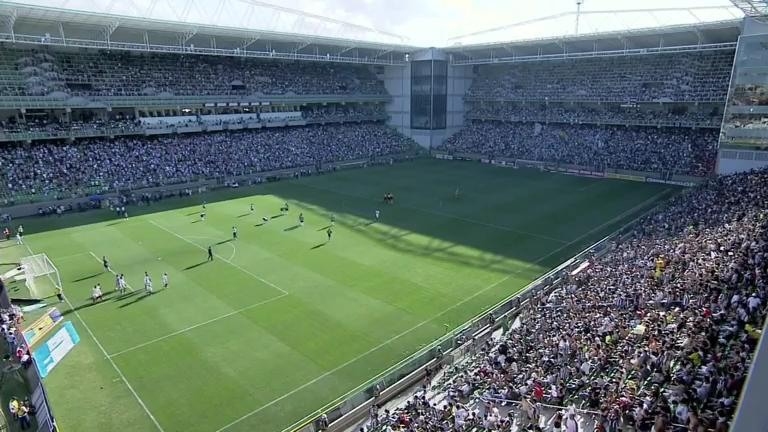
Arena Independência (Belo Horizonte)
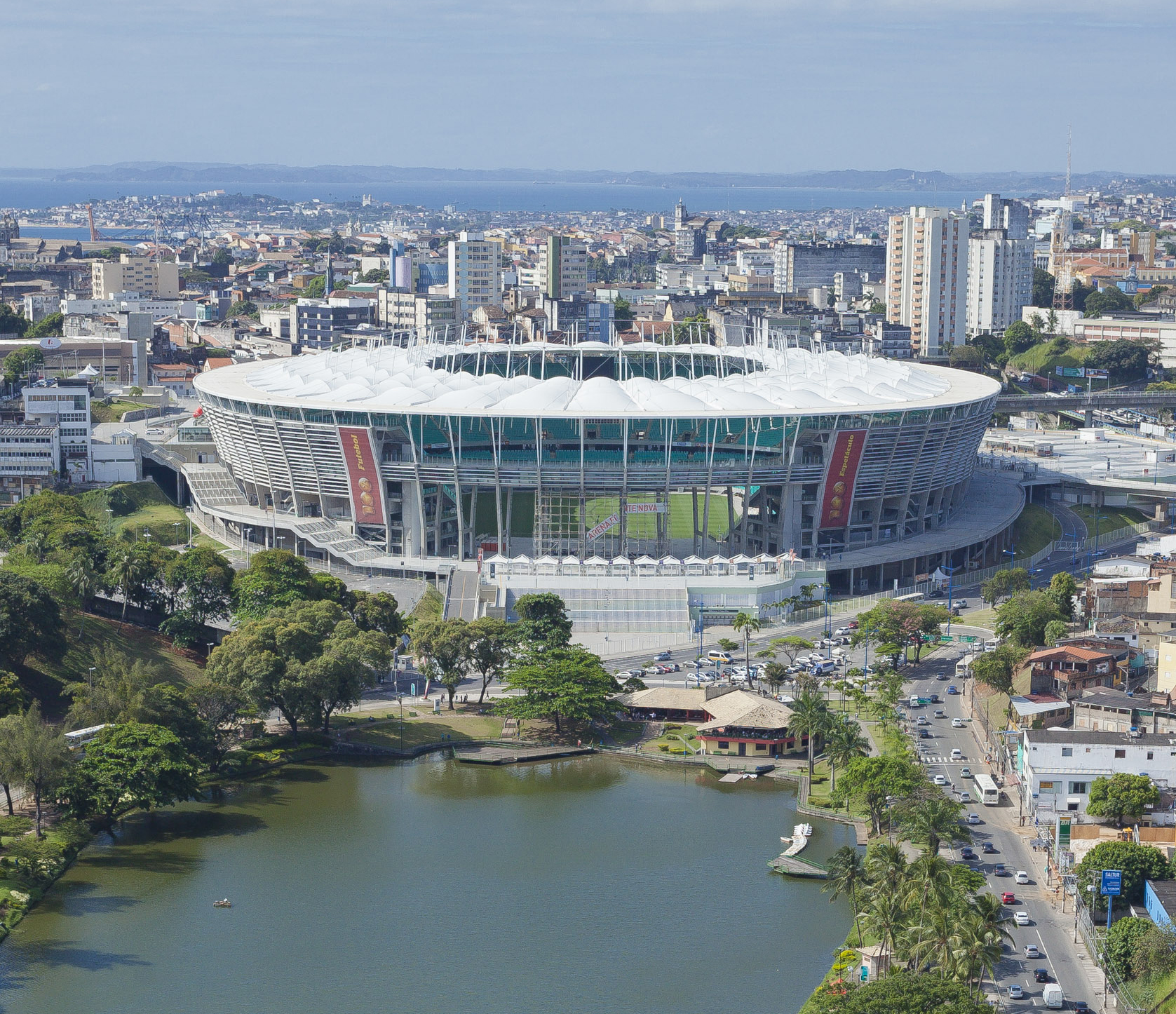
Arena Fonte Nova (Salvador)
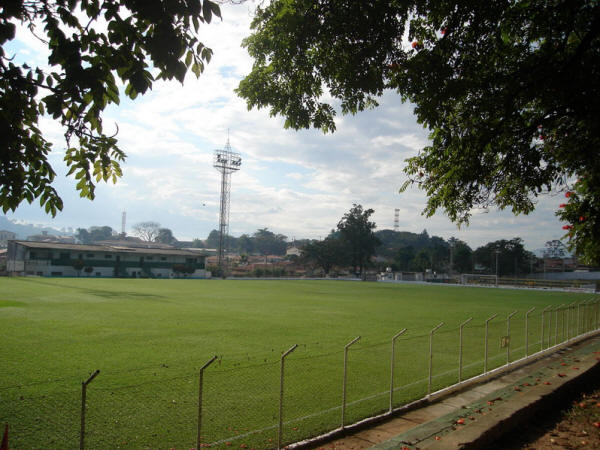
Arena Frimisa (Santa Luzia)
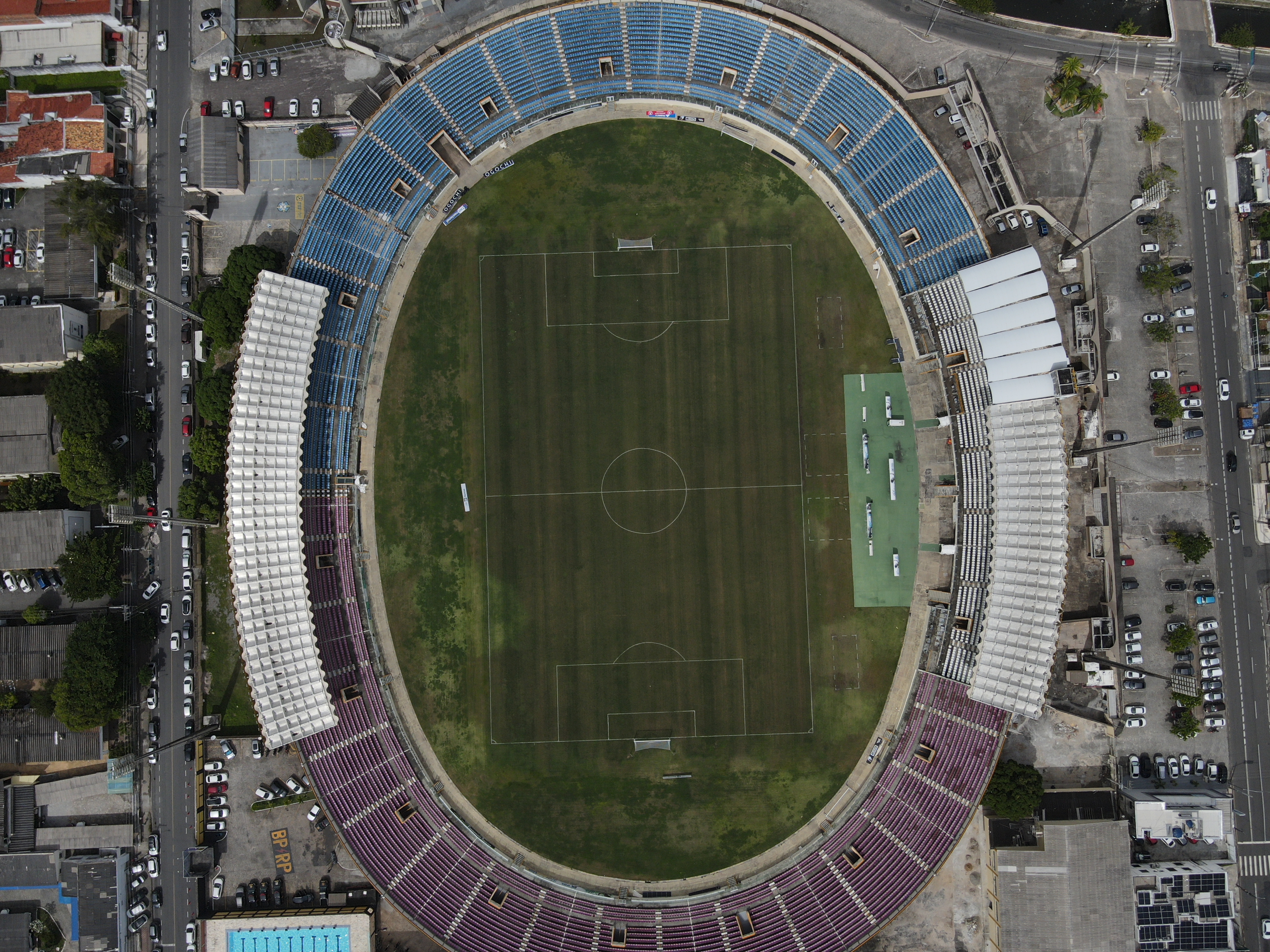
Batistão (Aracaju)
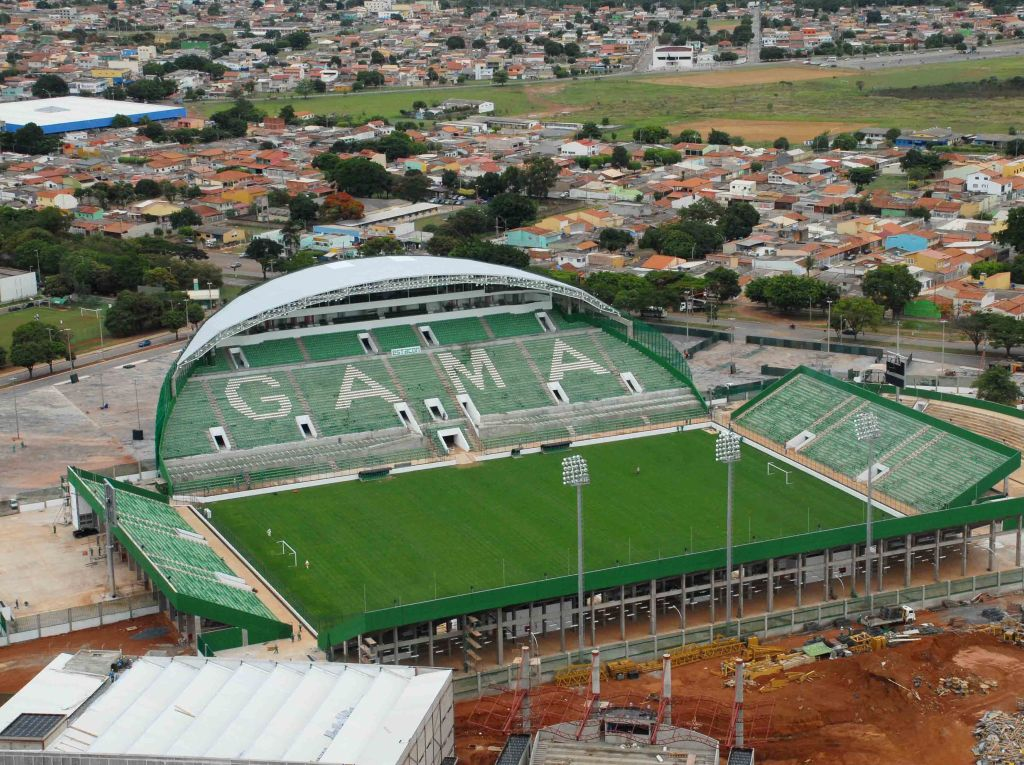
Bezerrão (Gama)
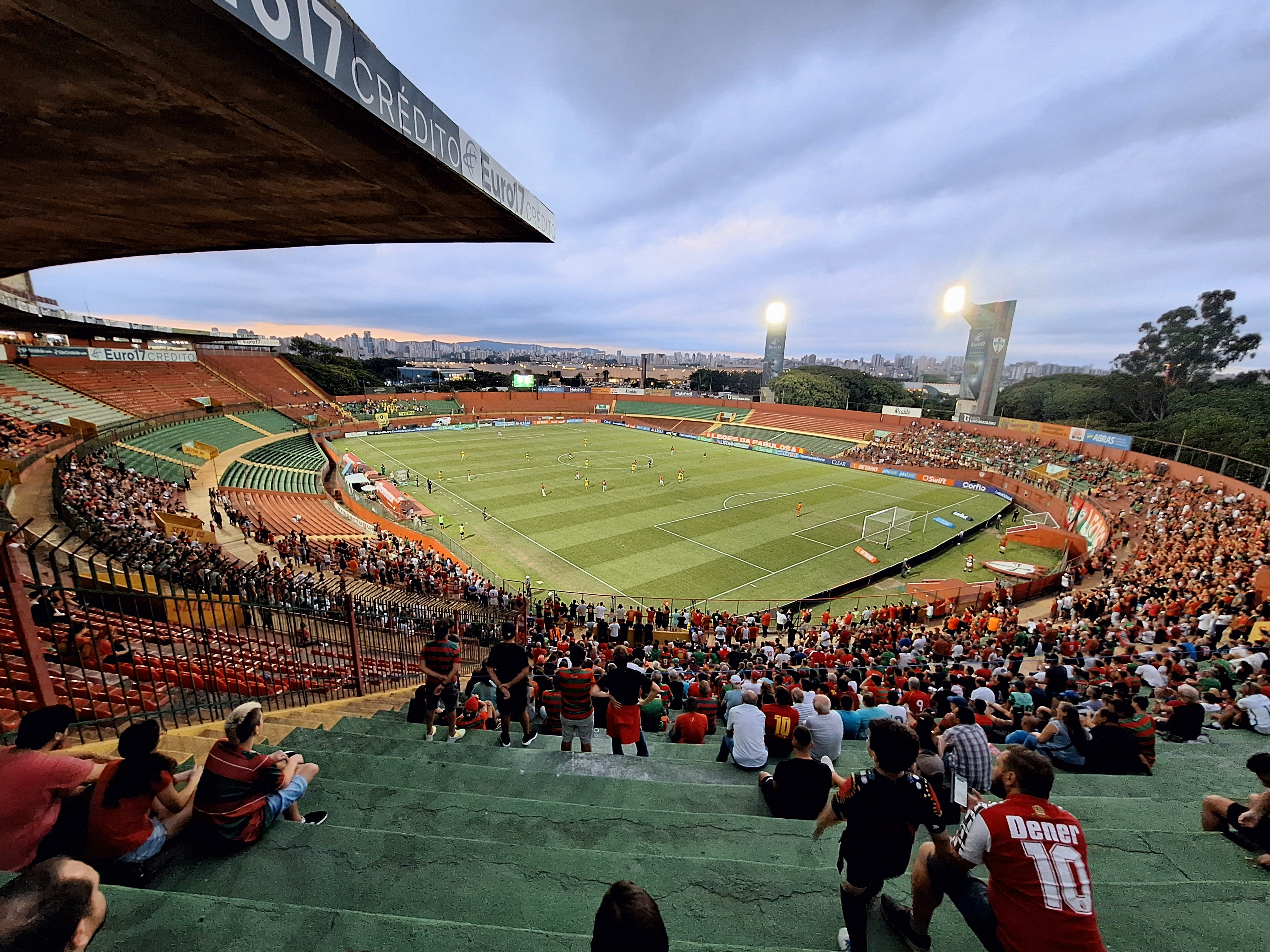
Canindé (São Paulo)
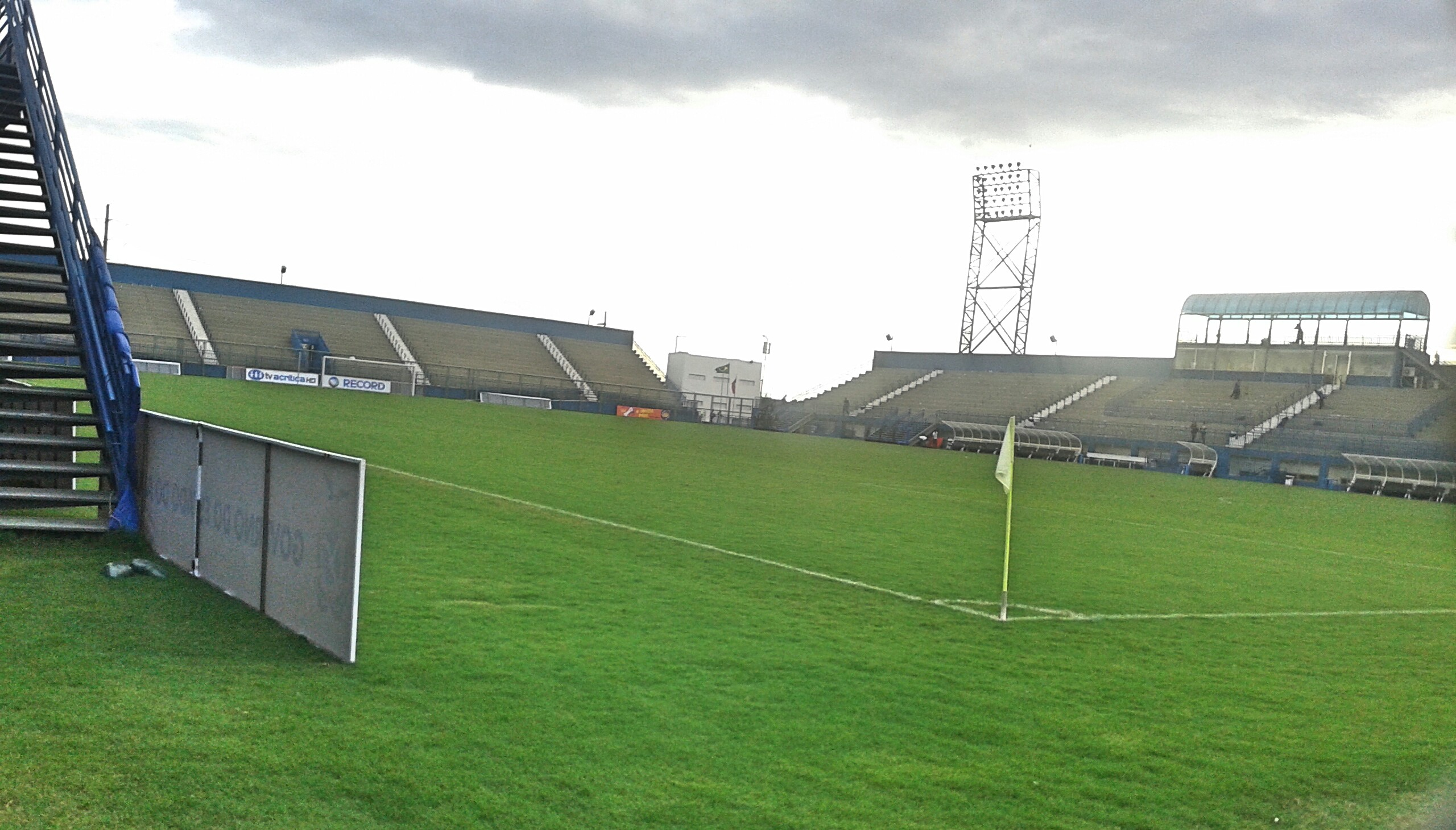
Colina (Manaus)
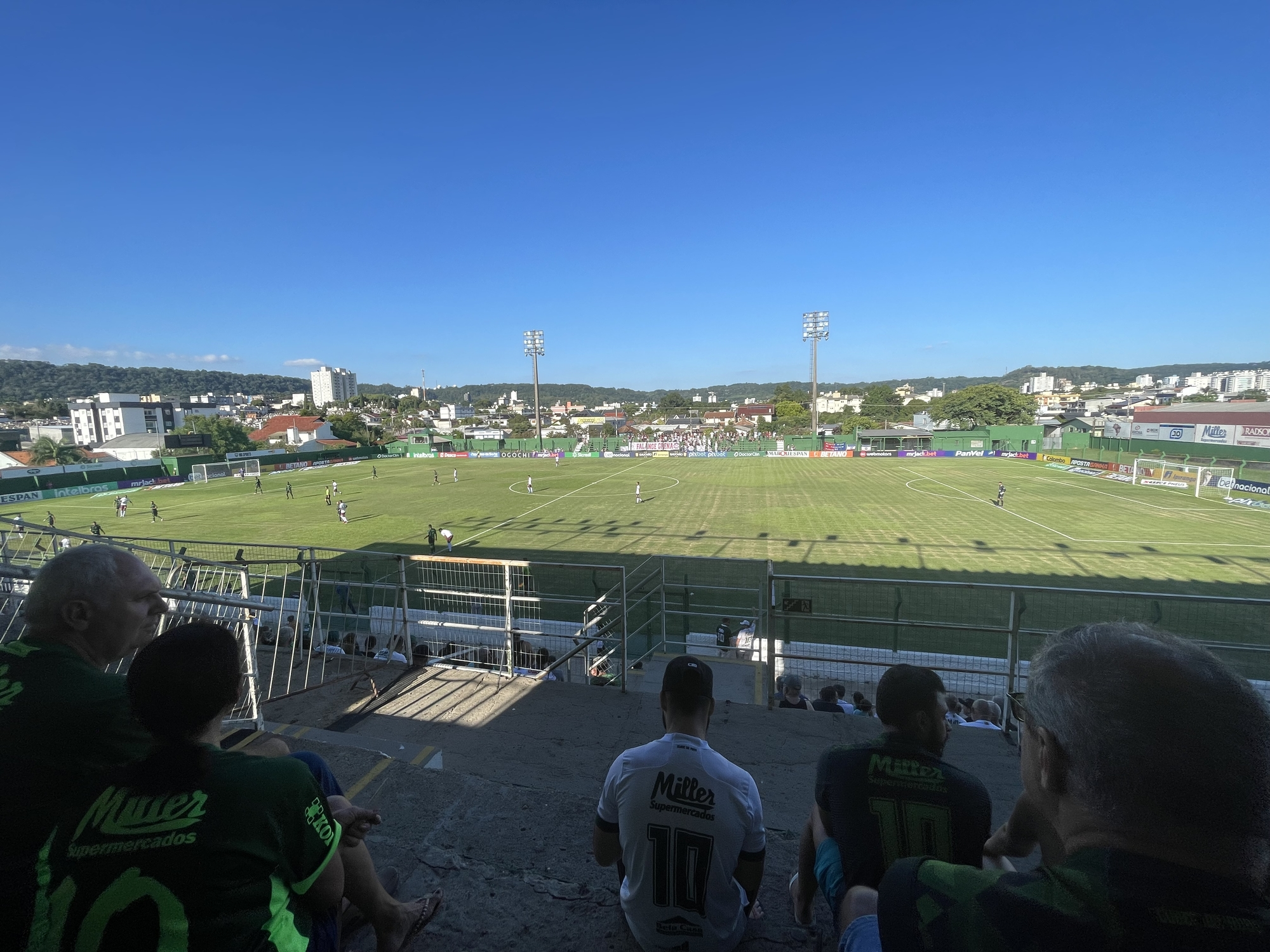
Eucaliptos (Santa Cruz do Sul)
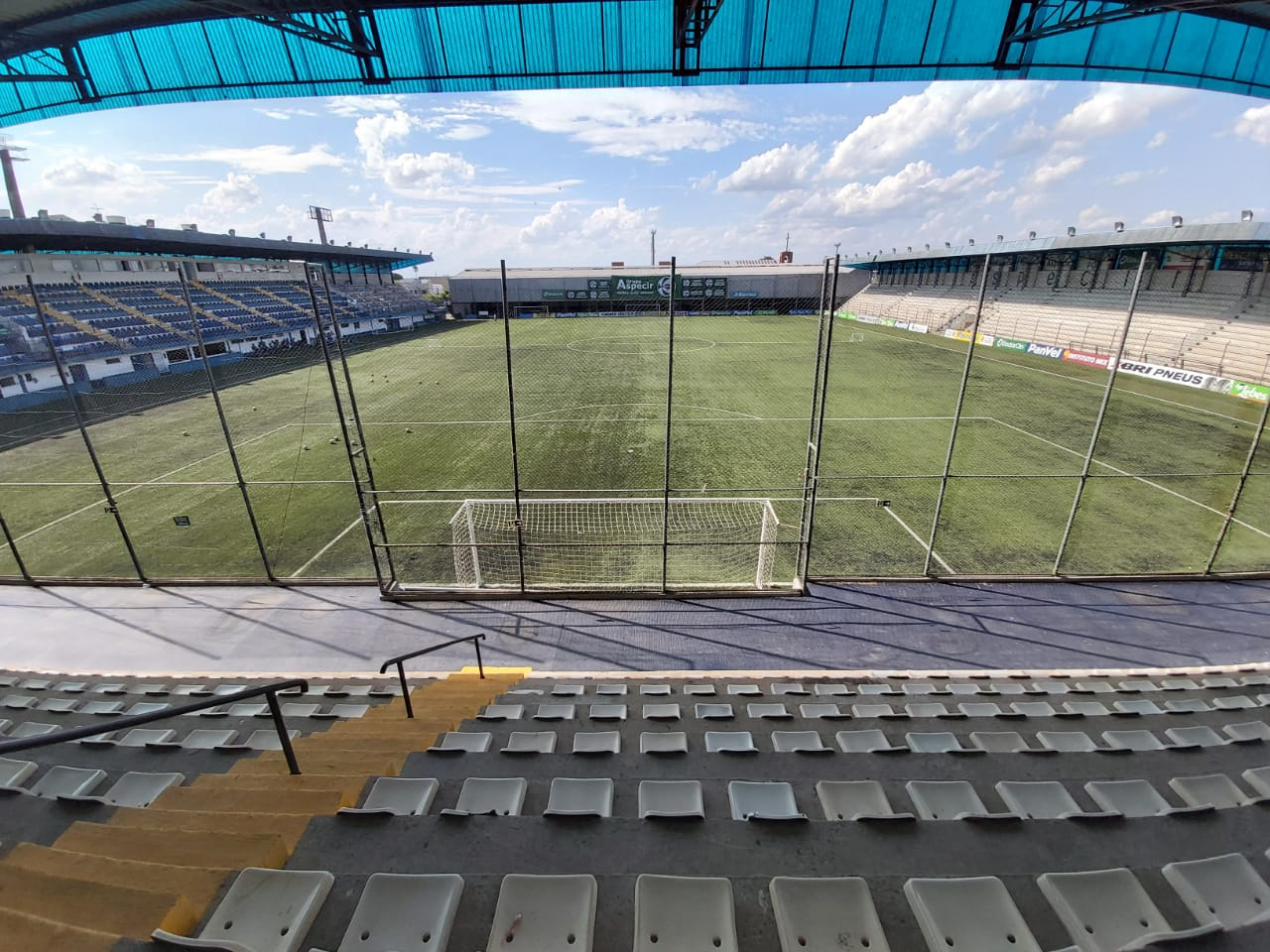
Francisco Novelletto Neto (Porto Alegre)
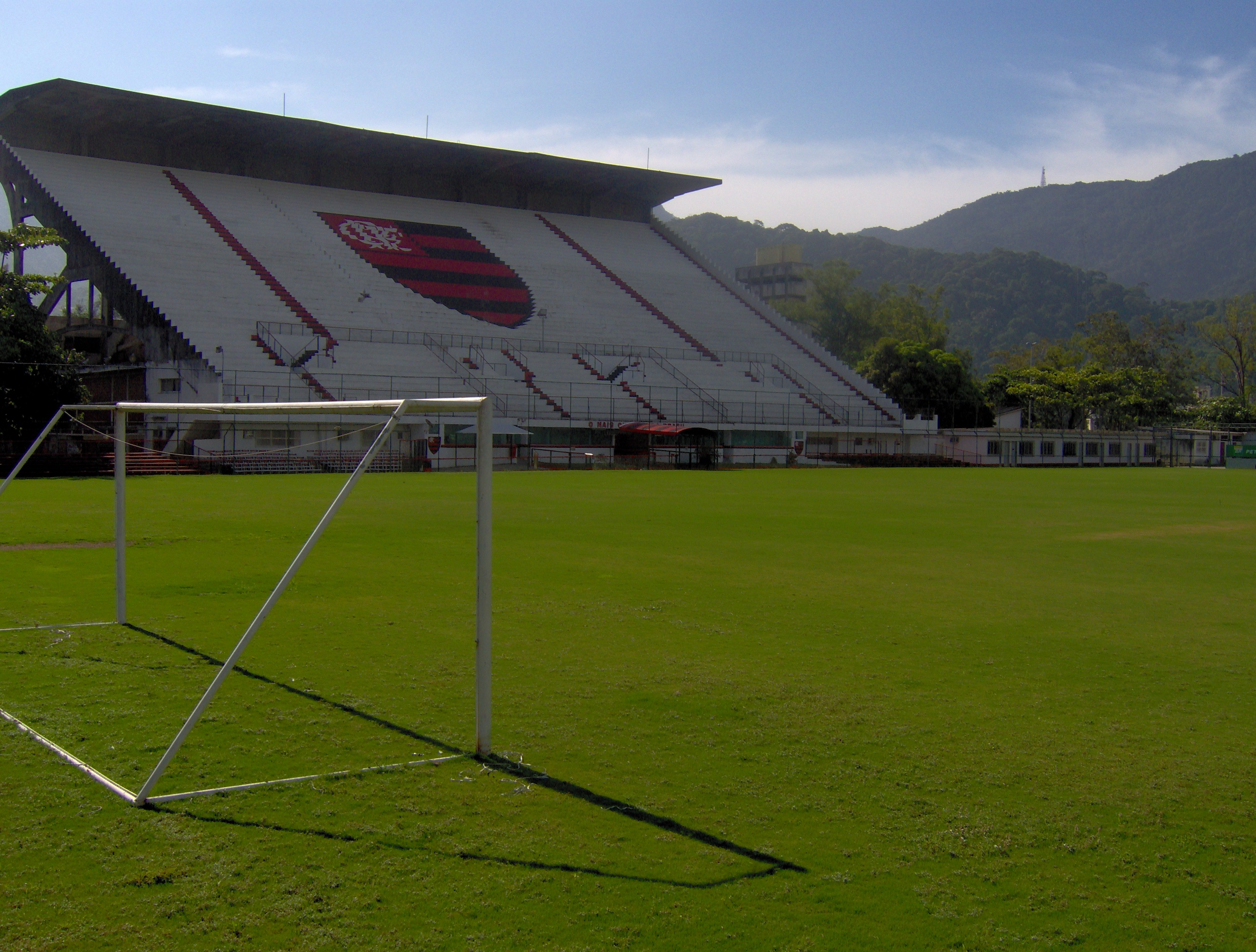
Gávea (Rio de Janeiro)
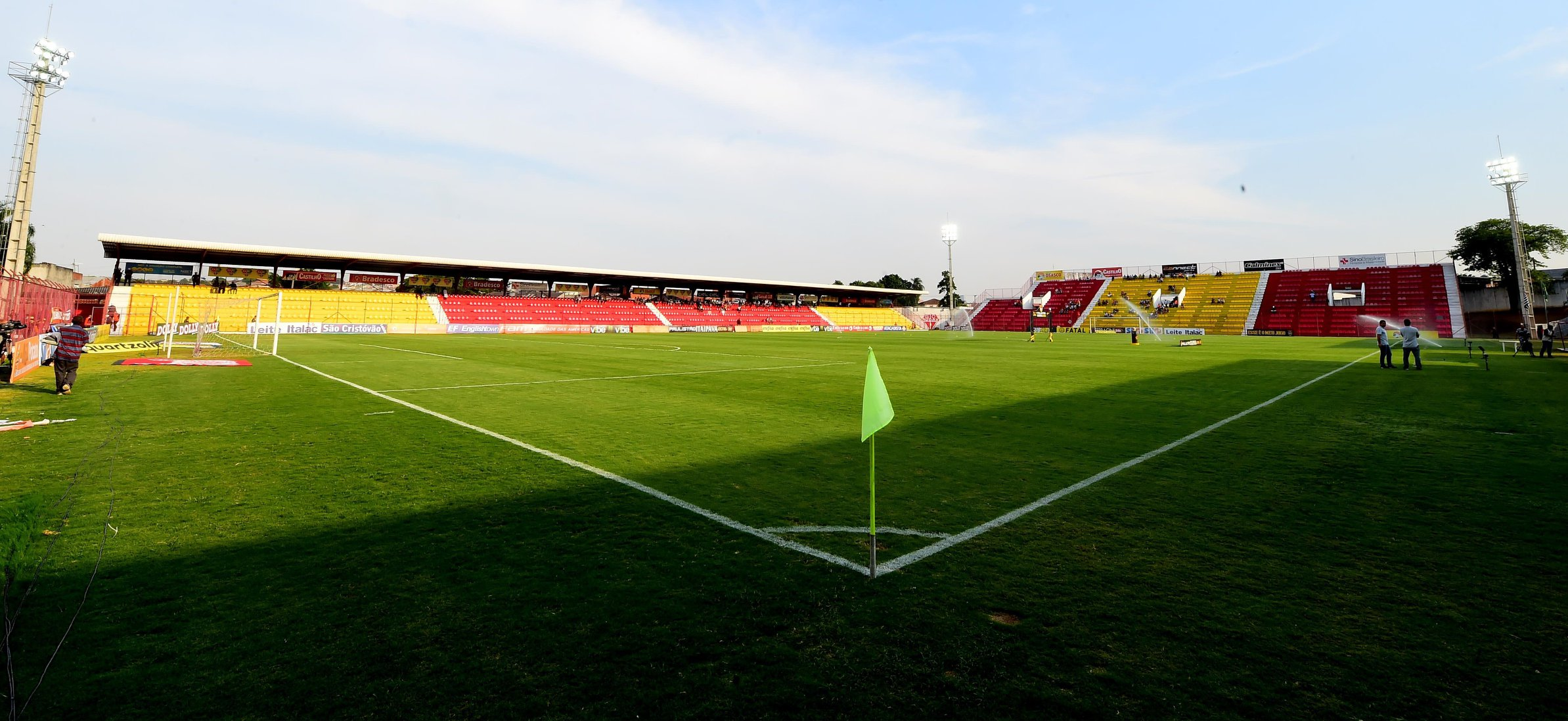
José Liberatti (Osasco)
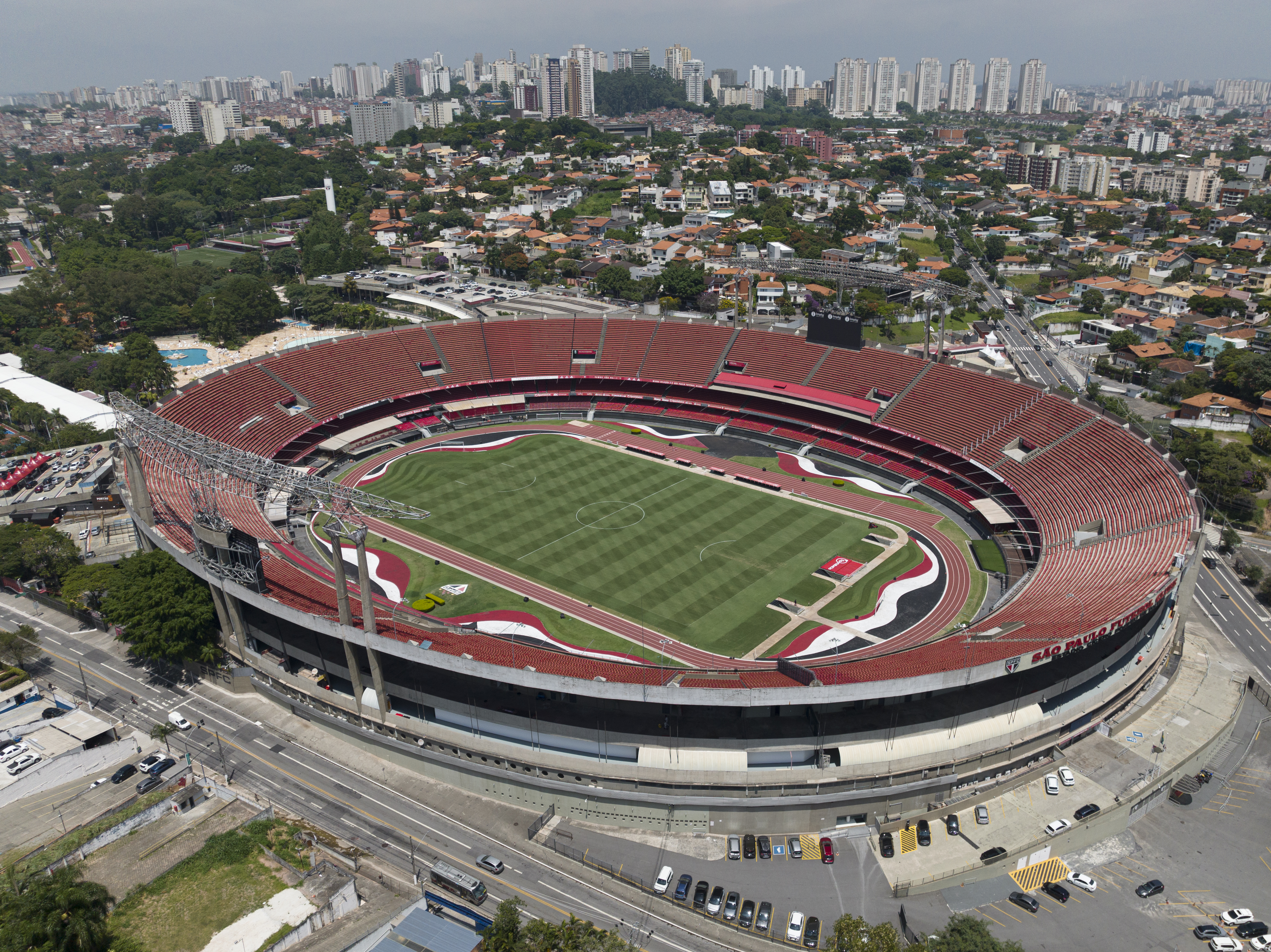
Morumbis (São Paulo)
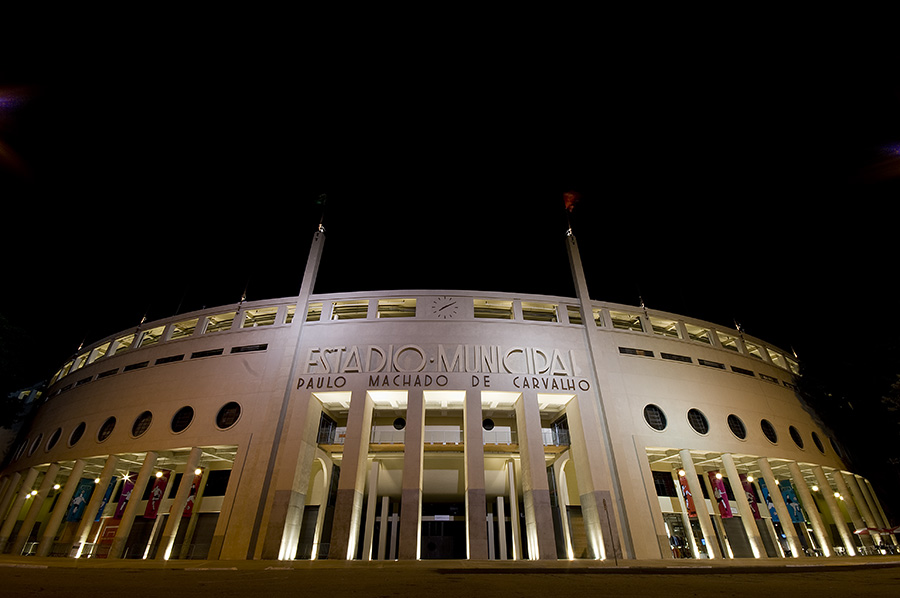
Pacaembu (São Paulo)
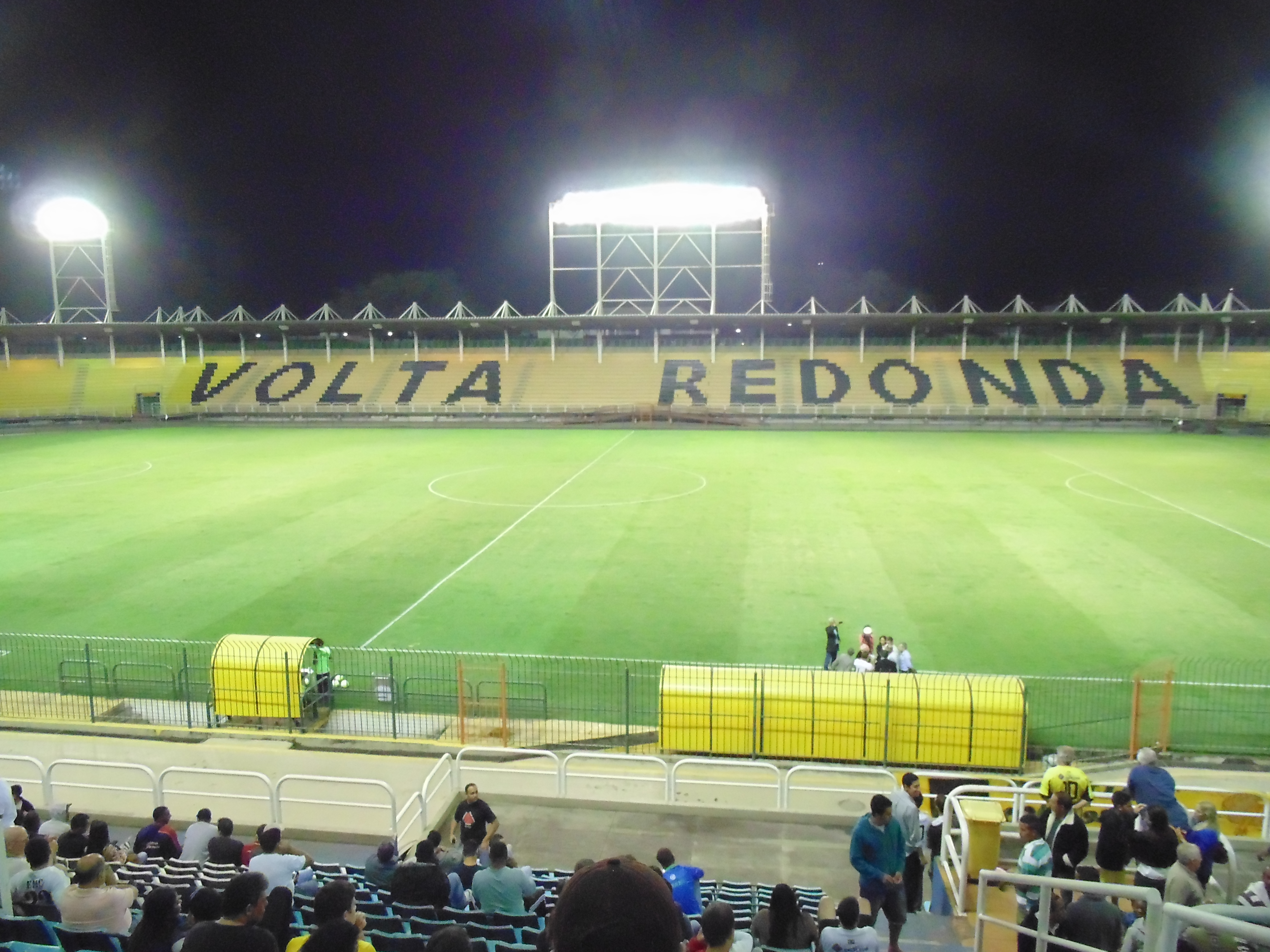
Raulino de Oliveira (Volta Redonda)

Ainda foram utilizados o Airton Ferreira da Silva (Eldorado do Sul), o Benitão (Rio Claro), o Carlos Zamith (Manaus) e o CPD Atibaia (Atibaia).

## Primeira fase

### Classificação
| Pos | Equipe              | Pts | J  | V  | E | D  | GP | GC | SG  | Classificação ou descenso                 |
| --- | ------------------- | --- | -- | -- | - | -- | -- | -- | --- | ----------------------------------------- |
| 1   | Cruzeiro            | 36  | 15 | 11 | 3 | 1  | 35 | 15 | +20 | Zona de classificação para a segunda fase |
| 2   | Corinthians         | 34  | 15 | 10 | 4 | 1  | 46 | 12 | +34 | Zona de classificação para a segunda fase |
| 3   | São Paulo           | 33  | 15 | 10 | 3 | 2  | 31 | 10 | +21 | Zona de classificação para a segunda fase |
| 4   | Palmeiras           | 30  | 15 | 9  | 3 | 3  | 38 | 20 | +18 | Zona de classificação para a segunda fase |
| 5   | Flamengo            | 27  | 15 | 8  | 3 | 4  | 31 | 19 | +12 | Zona de classificação para a segunda fase |
| 6   | Ferroviária         | 25  | 15 | 7  | 4 | 4  | 24 | 16 | +8  | Zona de classificação para a segunda fase |
| 7   | Bahia               | 24  | 15 | 7  | 3 | 5  | 26 | 22 | +4  | Zona de classificação para a segunda fase |
| 8   | Red Bull Bragantino | 20  | 15 | 5  | 5 | 5  | 20 | 16 | +4  | Zona de classificação para a segunda fase |
| 9   | América Mineiro     | 19  | 15 | 5  | 4 | 6  | 18 | 20 | −2  |                                           |
| 10  | Fluminense          | 18  | 15 | 4  | 6 | 5  | 18 | 20 | −2  |                                           |
| 11  | Grêmio              | 17  | 15 | 3  | 8 | 4  | 23 | 21 | +2  |                                           |
| 12  | Internacional       | 14  | 15 | 3  | 5 | 7  | 17 | 29 | −12 |                                           |
| 13  | Real Brasília       | 12  | 15 | 3  | 3 | 9  | 15 | 36 | −21 |                                           |
| 14  | Juventude           | 10  | 15 | 2  | 4 | 9  | 10 | 27 | −17 |                                           |
| 15  | 3B da Amazônia      | 7   | 15 | 2  | 1 | 12 | 11 | 53 | −42 | Zona de rebaixamento à Série A2 2026      |
| 16  | Sport               | 3   | 15 | 0  | 3 | 12 | 9  | 36 | −27 | Zona de rebaixamento à Série A2 2026      |

### Partidas
Fonte: 

#### Primeira rodada
| 22 de março Jogo 6 | Juventude | 1 – 1 | América Mineiro | Bento Gonçalves                                                     |  |
| 16:00              |           |       |                 | Estádio: Montanha dos Vinhedos Árbitra: RJ Jenifer Alves de Freitas |  |

| 22 de março Jogo 7 | Internacional | 2 – 3 | Bahia | Porto Alegre                                                    |  |
| 16:00              |               |       |       | Estádio: SESC Protásio Alves Árbitra: SP Marianna Nanni Batalha |  |

| 22 de março Jogo 8 | Palmeiras | 0 – 0 | Red Bull Bragantino | Barueri                                                                          |  |
| 21:00              |           |       |                     | Estádio: Arena Barueri Árbitra: CE Elizabete Esmeralda Cordeiro dos Santos Gomes |  |

| 23 de março Jogo 2 | Ferroviária | 7 – 0 | Sport | Araraquara                                                                   |  |
| 16:00              |             |       |       | Estádio: Arena Fonte Luminosa Árbitra: MG Francielly Fernanda Lima de Castro |  |

| 23 de março Jogo 1 | 3B da Amazônia | 0 – 1 | Fluminense | Manaus                                                            |  |
| 18:00              |                |       |            | Estádio: Arena da Amazônia Árbitra: RR Eliane Nogueira dos Santos |  |

| 23 de março Jogo 4 | Cruzeiro | 4 – 3 | Grêmio | Nova Lima                                                      |  |
| 18:30              |          |       |        | Estádio: Castor Cifuentes Árbitra: SC Tainan Bordignon Somensi |  |

| 24 de março Jogo 3 | Real Brasília | 2 – 8 | Corinthians | Gama                                                   |  |
| 19:00              |               |       |             | Estádio: Bezerrão Árbitra: CE Michelle Peixoto Safatle |  |

| 24 de março Jogo 5 | Flamengo | 0 – 1 | São Paulo | Rio de Janeiro                                              |  |
| 21:30              |          |       |           | Estádio: Luso-Brasileiro Árbitra: PE Deborah Cecilia (FIFA) |  |

#### Segunda rodada
| 26 de março Jogo 11 | América Mineiro | 1 – 2 | Palmeiras | Belo Horizonte         |  |
| 16:00               |                 |       |           | Estádio: Independência |  |

| 26 de março Jogo 13 | Red Bull Bragantino | 3 – 0 | Internacional | Santana de Parnaíba               |  |
| 17:00               |                     |       |               | Estádio: Gabriel Marques da Silva |  |

| 26 de março Jogo 9 | Grêmio | 1 – 1 | Ferroviária | Novo Hamburgo            |  |
| 19:00              |        |       |             | Estádio: Estádio do Vale |  |

| 26 de março Jogo 16 | Fluminense | 1 – 2 | Cruzeiro | Rio de Janeiro       |  |
| 21:30               |            |       |          | Estádio: Moça Bonita |  |

| 27 de março Jogo 10 | Bahia | 3 – 3 | Flamengo | Feira de Santana          |  |
| 15:00               |       |       |          | Estádio: Joia da Princesa |  |

| 27 de março Jogo 12 | Sport | 0 – 2 | Real Brasília | São Lourenço da Mata         |  |
| 15:00               |       |       |               | Estádio: Arena de Pernambuco |  |

| 27 de março Jogo 14 | São Paulo | 8 – 0 | 3B da Amazônia | Cotia                     |  |
| 15:00               |           |       |                | Estádio: Marcelo Portugal |  |

| 27 de março Jogo 15 | Corinthians | 2 – 0 | Juventude | São Paulo                 |  |
| 16:00               |             |       |           | Estádio: Parque São Jorge |  |

#### Terceira rodada
| 29 de março Jogo 24 | Palmeiras | 3 – 3 | Grêmio | Barueri                |  |
| 15:00               |           |       |        | Estádio: Arena Barueri |  |

| 30 de março Jogo 23 | São Paulo | 1 – 1 | Cruzeiro | Cotia                     |  |
| 15:00               |           |       |          | Estádio: Marcelo Portugal |  |

| 30 de março Jogo 17 | Ferroviária | 3 – 2 | Real Brasília | Araraquara                    |  |
| 15:00               |             |       |               | Estádio: Arena Fonte Luminosa |  |

| 30 de março Jogo 20 | Juventude | 1 – 2 | Fluminense | Bento Gonçalves                |  |
| 16:00               |           |       |            | Estádio: Montanha dos Vinhedos |  |

| 30 de março Jogo 22 | Red Bull Bragantino | 2 – 2 | Corinthians | Santana de Parnaíba               |  |
| 17:00               |                     |       |             | Estádio: Gabriel Marques da Silva |  |

| 30 de março Jogo 19 | Flamengo | 5 – 1 | 3B da Amazônia | Rio de Janeiro           |  |
| 18:00               |          |       |                | Estádio: Luso-Brasileiro |  |

| 31 de março Jogo 21 | Internacional | 2 – 2 | Sport | Porto Alegre                 |  |
| 16:00               |               |       |       | Estádio: SESC Protásio Alves |  |

| 31 de março Jogo 18 | América Mineiro | 1 – 1 | Bahia | Belo Horizonte         |  |
| 20:00               |                 |       |       | Estádio: Independência |  |

#### Quarta rodada
| 11 de abril Jogo 30 | Sport | 1 – 2 | Flamengo | Recife                  |  |
| 18:30               |       |       |          | Estádio: Ilha do Retiro |  |

| 12 de abril Jogo 31 | Corinthians | 1 – 2 | Palmeiras | São Paulo                 |  |
| 11:00               |             |       |           | Estádio: Parque São Jorge |  |

| 12 de abril Jogo 29 | Cruzeiro | 4 – 0 | Juventude | Contagem                |  |
| 15:00               |          |       |           | Estádio: Arena Gregorão |  |

| 12 de abril Jogo 26 | Grêmio | 1 – 0 | Bahia | Eldorado do Sul                   |  |
| 16:00               |        |       |       | Estádio: Airton Ferreira da Silva |  |

| 12 de abril Jogo 32 | Fluminense | 0 – 0 | Internacional | Rio de Janeiro       |  |
| 17:00               |            |       |               | Estádio: Moça Bonita |  |

| 12 de abril Jogo 27 | Ferroviária | 1 – 0 | São Paulo | Araraquara                    |  |
| 21:00               |             |       |           | Estádio: Arena Fonte Luminosa |  |

| 13 de abril Jogo 28 | Real Brasília | 2 – 1 | Red Bull Bragantino | Brasília        |  |
| 15:00               |               |       |                     | Estádio: Defelê |  |

| 13 de abril Jogo 25 | 3B da Amazônia | 0 – 3 | América Mineiro | Manaus                     |  |
| 18:00               |                |       |                 | Estádio: Arena da Amazônia |  |

#### Quinta rodada
| 15 de abril Jogo 36 | Flamengo | 2 – 5 | Palmeiras | Rio de Janeiro           |  |
| 18:30               |          |       |           | Estádio: Luso-Brasileiro |  |

| 15 de abril Jogo 40 | Fluminense | 1 – 1 | Corinthians | Rio de Janeiro       |  |
| 19:00               |            |       |             | Estádio: Moça Bonita |  |

| 16 de abril Jogo 34 | Bahia | 2 – 0 | Real Brasília | Feira de Santana          |  |
| 15:00               |       |       |               | Estádio: Joia da Princesa |  |

| 16 de abril Jogo 35 | América Mineiro | 0 – 0 | Grêmio | Contagem                |  |
| 15:00               |                 |       |        | Estádio: Arena Gregorão |  |

| 16 de abril Jogo 37 | Juventude | 1 – 0 | Red Bull Bragantino | Bento Gonçalves                |  |
| 16:00               |           |       |                     | Estádio: Montanha dos Vinhedos |  |

| 16 de abril Jogo 39 | São Paulo | 2 – 1 | Sport | Cotia                     |  |
| 16:00               |           |       |       | Estádio: Marcelo Portugal |  |

| 16 de abril Jogo 33 | 3B da Amazônia | 0 – 1 | Ferroviária | Manaus                     |  |
| 21:00               |                |       |             | Estádio: Arena da Amazônia |  |

| 17 de abril Jogo 38 | Internacional | 1 – 2 | Cruzeiro | Santa Cruz do Sul               |  |
| 16:00               |               |       |          | Estádio: Estádio dos Eucaliptos |  |

#### Sexta rodada
| 19 de abril Jogo 46 | Red Bull Bragantino | 2 – 0 | Flamengo | Atibaia                         |  |
| 16:00               |                     |       |          | Estádio: CT Red Bull Bragantino |  |

| 19 de abril Jogo 41 | Grêmio | 1 – 2 | São Paulo | Novo Hamburgo            |  |
| 18:00               |        |       |           | Estádio: Estádio do Vale |  |

| 19 de abril Jogo 48 | Corinthians | 8 – 0 | 3B da Amazônia | São Paulo                 |  |
| 21:00               |             |       |                | Estádio: Parque São Jorge |  |

| 20 de abril Jogo 43 | Real Brasília | 1 – 1 | Juventude | Brasília        |  |
| 15:00               |               |       |           | Estádio: Defelê |  |

| 20 de abril Jogo 44 | América Mineiro | 0 – 3 | Cruzeiro | Contagem                |  |
| 15:00               |                 |       |          | Estádio: Arena Gregorão |  |

| 20 de abril Jogo 45 | Sport | 0 – 2 | Fluminense | Recife                  |  |
| 15:00               |       |       |            | Estádio: Ilha do Retiro |  |

| 20 de abril Jogo 42 | Ferroviária | 2 – 1 | Internacional | Araraquara                    |  |
| 16:00               |             |       |               | Estádio: Arena Fonte Luminosa |  |

| 20 de abril Jogo 47 | Palmeiras | 3 – 1 | Bahia | Barueri                |  |
| 20:30               |           |       |       | Estádio: Arena Barueri |  |

#### Sétima rodada
| 26 de abril Jogo 52 | Cruzeiro | 2 – 1 | Red Bull Bragantino | Contagem                |  |
| 15:00               |          |       |                     | Estádio: Arena Gregorão |  |

| 26 de abril Jogo 55 | São Paulo | 1 – 1 | Corinthians | Cotia                     |  |
| 15:00               |           |       |             | Estádio: Marcelo Portugal |  |

| 26 de abril Jogo 56 | Palmeiras | 1 – 2 | Ferroviária | Barueri                |  |
| 17:00               |           |       |             | Estádio: Arena Barueri |  |

| 26 de abril Jogo 53 | Flamengo | 2 – 0 | Juventude | Rio de Janeiro           |  |
| 21:00               |          |       |           | Estádio: Luso-Brasileiro |  |

| 27 de abril Jogo 51 | Bahia | 2 – 1 | Fluminense | Feira de Santana          |  |
| 11:00               |       |       |            | Estádio: Joia da Princesa |  |

| 27 de abril Jogo 54 | Sport | 1 – 2 | América Mineiro | Recife                  |  |
| 15:00               |       |       |                 | Estádio: Ilha do Retiro |  |

| 27 de abril Jogo 49 | 3B da Amazônia | 2 – 2 | Fluminense | Manaus                     |  |
| 15:00               |                |       |            | Estádio: Estádio da Colina |  |

| 28 de abril Jogo 50 | Grêmio | 2 – 2 | Internacional | Novo Hamburgo            |  |
| 20:00               |        |       |               | Estádio: Estádio do Vale |  |

#### Oitava rodada
| 30 de abril Jogo 57 | 3B da Amazônia | 2 – 1 | Sport | Manaus                     |  |
| 16:00               |                |       |       | Estádio: Estádio da Colina |  |

| 30 de abril Jogo 60 | Juventude | 0 – 4 | Palmeiras | Bento Gonçalves                |  |
| 16:00               |           |       |           | Estádio: Montanha dos Vinhedos |  |

| 30 de abril Jogo 62 | São Paulo | 1 – 3 | América Mineiro | Cotia                     |  |
| 16:00               |           |       |                 | Estádio: Marcelo Portugal |  |

| 30 de abril Jogo 59 | Cruzeiro | 1 – 1 | Flamengo | Nova Lima                 |  |
| 19:00               |          |       |          | Estádio: Castor Cifuentes |  |

| 1 de maio Jogo 64 | Fluminense | 1 – 1 | Ferroviária | Rio de Janeiro       |  |
| 15:00             |            |       |             | Estádio: Moça Bonita |  |

| 1 de maio Jogo 58 | Bahia | 1 – 0 | Red Bull Bragantino | Feira de Santana          |  |
| 15:00             |       |       |                     | Estádio: Joia da Princesa |  |

| 1 de maio Jogo 61 | Internacional | 1 – 0 | Real Brasília | Porto Alegre                 |  |
| 16:00             |               |       |               | Estádio: SESC Protásio Alves |  |

| 1 de maio Jogo 63 | Corinthians | 2 – 0 | Grêmio | São Paulo                 |  |
| 19:00             |             |       |        | Estádio: Parque São Jorge |  |

#### Nona rodada
| 3 de maio Jogo 71 | Palmeiras | 1 – 2 | São Paulo | Barueri                |  |
| 18:00             |           |       |           | Estádio: Arena Barueri |  |

| 4 de maio Jogo 66 | Ferroviária | 1 – 2 | Flamengo | Araraquara                    |  |
| 11:00             |             |       |          | Estádio: Arena Fonte Luminosa |  |

| 4 de maio Jogo 68 | América Mineiro | 3 – 1 | Fluminense | Contagem                |  |
| 15:00             |                 |       |            | Estádio: Arena Gregorão |  |

| 4 de maio Jogo 69 | Internacional | 1 – 0 | 3B da Amazônia | Porto Alegre                 |  |
| 16:00             |               |       |                | Estádio: SESC Protásio Alves |  |

| 4 de maio Jogo 70 | Red Bull Bragantino | 1 – 0 | Sport | Atibaia                         |  |
| 17:00             |                     |       |       | Estádio: CT Red Bull Bragantino |  |

| 4 de maio Jogo 65 | Grêmio | 3 – 1 | Juventude | Novo Hamburgo            |  |
| 18:00             |        |       |           | Estádio: Estádio do Vale |  |

| 4 de maio Jogo 72 | Corinthians | 5 – 1 | Bahia | São Paulo                 |  |
| 18:30             |             |       |       | Estádio: Parque São Jorge |  |

| 5 de maio Jogo 67 | Real Brasília | 0 – 3 | Cruzeiro | Brasília        |  |
| 15:00             |               |       |          | Estádio: Defelê |  |

#### Décima rodada
| 9 de maio Jogo 79 | São Paulo | 0 – 0 | Fluminense | Cotia                     |  |
| 21:00             |           |       |            | Estádio: Marcelo Portugal |  |

| 10 de maio Jogo 75 | Flamengo | 4 – 0 | Real Brasília | Rio de Janeiro       |  |
| 17:00              |          |       |               | Estádio: Moça Bonita |  |

| 10 de maio Jogo 80 | Palmeiras | 4 – 2 | 3B da Amazônia | Barueri                |  |
| 18:00              |           |       |                | Estádio: Arena Barueri |  |

| 10 de maio Jogo 77 | Juventude | 1 – 1 | Internacional | Bento Gonçalves                |  |
| 21:00              |           |       |               | Estádio: Montanha dos Vinhedos |  |

| 11 de maio Jogo 74 | Cruzeiro | 1 – 0 | Bahia | Contagem                |  |
| 15:00              |          |       |       | Estádio: Arena Gregorão |  |

| 11 de maio Jogo 78 | Red Bull Bragantino | 2 – 0 | América Mineiro | Bragança Paulista                |  |
| 17:00              |                     |       |                 | Estádio: Cícero de Souza Marques |  |

| 11 de maio Jogo 73 | Ferroviária | 1 – 1 | Corinthians | Araraquara                    |  |
| 20:00              |             |       |             | Estádio: Arena Fonte Luminosa |  |

| 12 de maio Jogo 76 | Sport | 1 – 1 | Grêmio | Recife                  |  |
| 15:00              |       |       |        | Estádio: Ilha do Retiro |  |

#### Décima primeira rodada
| 16 de maio Jogo 88 | Fluminense | 1 – 2 | Flamengo | Rio de Janeiro       |  |
| 21:00              |            |       |          | Estádio: Moça Bonita |  |

| 17 de maio Jogo 85 | Cruzeiro | 3 – 1 | Ferroviária | Nova Lima                 |  |
| 17:00              |          |       |             | Estádio: Castor Cifuentes |  |

| 17 de maio Jogo 87 | Corinthians | 4 – 0 | Sport | São Paulo                 |  |
| 21:00              |             |       |       | Estádio: Parque São Jorge |  |

| 18 de maio Jogo 83 | Bahia | 1 – 2 | São Paulo | Feira de Santana          |  |
| 11:00              |       |       |           | Estádio: Joia da Princesa |  |

| 18 de maio Jogo 84 | Real Brasília | 1 – 1 | América Mineiro | Brasília        |  |
| 15:00              |               |       |                 | Estádio: Defelê |  |

| 18 de maio Jogo 82 | Grêmio | 1 – 1 | Red Bull Bragantino | Eldorado do Sul                   |  |
| 16:00              |        |       |                     | Estádio: Airton Ferreira da Silva |  |

| 18 de maio Jogo 81 | 3B da Amazônia | 2 – 1 | Juventude | Manaus                     |  |
| 18:00              |                |       |           | Estádio: Arena da Amazônia |  |

| 19 de maio Jogo 86 | Internacional | 2 – 2 | Palmeiras | Porto Alegre                 |  |
| 20:00              |               |       |           | Estádio: SESC Protásio Alves |  |

#### Décima segunda rodada
| 21 de maio Jogo 94 | Red Bull Bragantino | 2 – 2 | Fluminense | Santana de Parnaíba               |  |
| 15:00              |                     |       |            | Estádio: Gabriel Marques da Silva |  |

| 21 de maio Jogo 95 | São Paulo | 5 – 0 | Real Brasília | Cotia                     |  |
| 16:00              |           |       |               | Estádio: Marcelo Portugal |  |

| 21 de maio Jogo 91 | América Mineiro | 0 – 1 | Corinthians | Sete Lagoas              |  |
| 16:30              |                 |       |             | Estádio: Arena do Jacaré |  |

| 21 de maio Jogo 89 | Grêmio | 4 – 0 | 3B da Amazônia | Eldorado do Sul                   |  |
| 19:00              |        |       |                | Estádio: Airton Ferreira da Silva |  |

| 21 de maio Jogo 90 | Ferroviária | 2 – 0 | Juventude | Araraquara                    |  |
| 19:00              |             |       |           | Estádio: Arena Fonte Luminosa |  |

| 22 de maio Jogo 92 | Flamengo | 4 – 1 | Internacional | Rio de Janeiro            |  |
| 15:00              |          |       |               | Estádio: Estádio da Gávea |  |

| 22 de maio Jogo 96 | Palmeiras | 0 – 1 | Cruzeiro | Barueri                |  |
| 16:00              |           |       |          | Estádio: Arena Barueri |  |

| 22 de maio Jogo 93 | Sport | 0 – 2 | Bahia | Recife                  |  |
| 17:00              |       |       |       | Estádio: Ilha do Retiro |  |

#### Décima terceira rodada
| 6 de junho Jogo 104 | Fluminense | 1 – 1 | Grêmio | Rio de Janeiro       |  |
| 20:00               |            |       |        | Estádio: Moça Bonita |  |

| 7 de junho Jogo 99 | Cruzeiro | 5 – 1 | 3B da Amazônia | Contagem                |  |
| 15:00              |          |       |                | Estádio: Arena Gregorão |  |

| 7 de junho Jogo 100 | Juventude | 1 – 0 | Sport | Caxias do Sul                   |  |
| 15:00               |           |       |       | Estádio: Estádio Alfredo Jaconi |  |

| 7 de junho Jogo 102 | Red Bull Bragantino | 0 – 4 | São Paulo | Santana de Parnaíba               |  |
| 17:00               |                     |       |           | Estádio: Gabriel Marques da Silva |  |

| 7 de junho Jogo 101 | Internacional | 3 – 2 | América Mineiro | Porto Alegre                 |  |
| 18:00               |               |       |                 | Estádio: SESC Protásio Alves |  |

| 7 de junho Jogo 98 | Real Brasília | 0 – 2 | Palmeiras | Brasília        |  |
| 21:00              |               |       |           | Estádio: Defelê |  |

| 8 de junho Jogo 97 | Bahia | 3 – 1 | Ferroviária | Feira de Santana          |  |
| 11:00              |       |       |             | Estádio: Joia da Princesa |  |

| 9 de junho Jogo 103 | Corinthians | 1 – 0 | Flamengo | São Paulo                 |  |
| 20:00               |             |       |          | Estádio: Parque São Jorge |  |

#### Décima quarta rodada
| 13 de junho Jogo 112 | Palmeiras | 4 – 2 | Fluminense | Barueri                |  |
| 21:00                |           |       |            | Estádio: Arena Barueri |  |

| 14 de junho Jogo 107 | Real Brasília | 2 – 1 | Grêmio | Brasília        |  |
| 11:00                |               |       |        | Estádio: Defelê |  |

| 14 de junho Jogo 110 | Juventude | 0 – 1 | São Paulo | Caxias do Sul           |  |
| 14:00                |           |       |           | Estádio: Alfredo Jaconi |  |

| 14 de junho Jogo 108 | Cruzeiro | 1 – 1 | Sport | Contagem                |  |
| 15:00                |          |       |       | Estádio: Arena Gregorão |  |

| 14 de junho Jogo 109 | Flamengo | 3 – 0 | América Mineiro | Rio de Janeiro           |  |
| 17:00                |          |       |                 | Estádio: Luso-Brasileiro |  |

| 14 de junho Jogo 106 | Ferroviária | 0 – 0 | Red Bull Bragantino | Rio Claro        |  |
| 17:00                |             |       |                     | Estádio: Benitão |  |

| 15 de junho Jogo 105 | 3B da Amazônia | 0 – 4 | Bahia | Manaus                     |  |
| 16:00                |                |       |       | Estádio: Arena da Amazônia |  |

| 15 de junho Jogo 111 | Internacional | 0 – 5 | Corinthians | Porto Alegre                 |  |
| 18:00                |               |       |             | Estádio: SESC Protásio Alves |  |

#### Décima quinta rodada
| 18 de junho Jogo 113 | Grêmio | 1 – 1 | Flamengo | Eldorado do Sul                   |  |
| 15:00                |        |       |          | Estádio: Airton Ferreira da Silva |  |

| 18 de junho Jogo 114 | Bahia | 2 – 2 | Juventude | Feira de Santana          |  |
| 15:00                |       |       |           | Estádio: Joia da Princesa |  |

| 18 de junho Jogo 115 | América Mineiro | 1 – 0 | Ferroviária | Santa Luzia      |  |
| 15:00                |                 |       |             | Estádio: Frimisa |  |

| 18 de junho Jogo 116 | Sport | 1 – 5 | Palmeiras | Recife                       |  |
| 15:00                |       |       |           | Estádio: Arena de Pernambuco |  |

| 18 de junho Jogo 117 | Red Bull Bragantino | 5 – 1 | 3B da Amazônia | Santana de Parnaíba               |  |
| 15:00                |                     |       |                | Estádio: Gabriel Marques da Silva |  |

| 18 de junho Jogo 118 | São Paulo | 1 – 0 | Internacional | Osasco                           |  |
| 15:00                |           |       |               | Estádio: Prefeito José Liberatti |  |

| 18 de junho Jogo 119 | Corinthians | 4 – 2 | Cruzeiro | São Paulo                 |  |
| 15:00                |             |       |          | Estádio: Parque São Jorge |  |

| 18 de junho Jogo 120 | Fluminense | 2 – 1 | Real Brasília | Rio de Janeiro       |  |
| 15:00                |            |       |               | Estádio: Moça Bonita |  |

## Fase final

### Tabela
As equipes que estão em itálico possuem o mando de campo no primeiro jogo e em negrito as equipes classificadas.
|  | Quartas de final    | Quartas de final | Quartas de final | Quartas de final |             |  | Semifinai         | Semifinai         | Semifinai         | Semifinai         |  |  | Final              | Final              | Final              | Final              |  |  |
|  | 9 a 17 de agosto    | 9 a 17 de agosto | 9 a 17 de agosto | 9 a 17 de agosto |             |  | 24 a 31 de agosto | 24 a 31 de agosto | 24 a 31 de agosto | 24 a 31 de agosto |  |  | 7 e 14 de setembro | 7 e 14 de setembro | 7 e 14 de setembro | 7 e 14 de setembro |  |  |
|  |                     |                  |                  |                  |             |  |                   |                   |                   |                   |  |  |                    |                    |                    |                    |  |  |
|  | Cruzeiro            | 0                | 2                | 2                |             |  |                   |                   |                   |                   |  |  |                    |                    |                    |                    |  |  |
|  | Red Bull Bragantino | 0                | 0                | 0                |             |  |                   |                   |                   |                   |  |  |                    |                    |                    |                    |  |  |
|  | Red Bull Bragantino | 0                | 0                | 0                | Cruzeiro    |  |                   |                   |                   |                   |  |  |                    |                    |                    |                    |  |  |
|  |                     |                  |                  |                  |             |  |                   |                   |                   |                   |  |  |                    |                    |                    |                    |  |  |
|  |                     | Palmeiras        |                  |                  |             |  |                   |                   |                   |                   |  |  |                    |                    |                    |                    |  |  |
|  | Palmeiras           | 2                | 3                | 5                |             |  |                   |                   |                   |                   |  |  |                    |                    |                    |                    |  |  |
|  | Palmeiras           | 2                | 3                | 5                |             |  |                   |                   |                   |                   |  |  |                    |                    |                    |                    |  |  |
|  | Flamengo            | 3                | 0                | 3                |             |  |                   |                   |                   |                   |  |  |                    |                    |                    |                    |  |  |
|  | Flamengo            | 3                | 0                | 3                |             |  |                   |                   |                   |                   |  |  |                    |                    |                    |                    |  |  |
|  |                     |                  |                  |                  |             |  |                   |                   |                   |                   |  |  |                    |                    |                    |                    |  |  |
|  |                     |                  |                  |                  |             |  |                   |                   |                   |                   |  |  |                    |                    |                    |                    |  |  |
|  | Corinthians         | 2                | 2                | 4                |             |  |                   |                   |                   |                   |  |  |                    |                    |                    |                    |  |  |
|  | Corinthians         | 2                | 2                | 4                |             |  |                   |                   |                   |                   |  |  |                    |                    |                    |                    |  |  |
|  | Bahia               | 1                | 0                | 1                |             |  |                   |                   |                   |                   |  |  |                    |                    |                    |                    |  |  |
|  | Bahia               | 1                | 0                | 1                | Corinthians |  |                   |                   |                   |                   |  |  |                    |                    |                    |                    |  |  |
|  |                     |                  |                  |                  |             |  |                   |                   |                   |                   |  |  |                    |                    |                    |                    |  |  |
|  |                     | São Paulo        |                  |                  |             |  |                   |                   |                   |                   |  |  |                    |                    |                    |                    |  |  |
|  | São Paulo (pen)     | 0                | 1                | 1 (4)            |             |  |                   |                   |                   |                   |  |  |                    |                    |                    |                    |  |  |
|  | São Paulo (pen)     | 0                | 1                | 1 (4)            |             |  |                   |                   |                   |                   |  |  |                    |                    |                    |                    |  |  |
|  | Ferroviária         | 0                | 1                | 1 (2)            |             |  |                   |                   |                   |                   |  |  |                    |                    |                    |                    |  |  |

## Premiação
| Campeonato Brasileiro Feminino de 2025 – Série A1 |
| ------------------------------------------------- |
| A DEFINIR Campeão (?.º título)                    |